# República del Congo
El Congo,  oficialmente la República del Congo (en francés, République du Congo; en lingala, Repubilika ya Kongó; en kituba, Repubilika ya Kongo), también conocida con los nombres de Congo-Brazzaville o simplemente Congo del Oeste, es un país de África Central.
Limita al norte con Camerún y la República Centroafricana, al sur y al este con la República Democrática del Congo, al oeste con Gabón y al suroeste con el océano Atlántico y un enclave angoleño (Cabinda).
La población no supera los seis millones de habitantes, resultando en una baja densidad poblacional. El idioma oficial es el francés; con el lingala y el munukutuba (o el kituba) como lenguas nacionales: El cristianismo tiene una presencia importante aunque las religiones tribales son las que cuentan con más adeptos. La economía de la República del Congo sigue basándose en la agricultura y en la extracción de petróleo.
El actual territorio congoleño fue habitado por las tribus bantúes hasta la llegada de los europeos en el siglo XVI. Se convirtió en una colonia de Francia, bajo el nombre de «Congo francés». Tras obtener su independencia a mediados del siglo XX, el país atravesó por varios regímenes políticos hasta alcanzar la democracia multipartidista que rige al país en el siglo XXI.

## Historia
Primero colonizado por los bolo, el Congo fue más tarde colonizado por grupos bantúes que también ocuparon parte de las actuales Angola, Gabón y la República Democrática del Congo, formando la base de las afinidades y rivalidades étnicas entre aquellos estados. Varios reinos bantúes —en particular los kongo, loango, y teke con liki— unieron lazos comerciales que llevaron en la cuenca del río Congo.
La República del Congo ha está ocupada desde hace 40.000 años, como demuestran las piedras talladas halladas en los valles del Niari. Los pigmeos fueron los primeros habitantes del Congo. Vivieron en la selva, cazando y pescando durante siglos.
El país fue entonces objeto de la gran migración bantú, que llegó del norte por la costa y los ríos. Varios reinos, cuyos orígenes aún no se conocen bien, se sucedieron o coexistieron: en primer lugar, el reino de Loango (fundado entre los siglos X y XV) en el sur del país, en el macizo de Mayombe y a lo largo de la costa; después, el Kongo (fundado en el siglo XIII) en los territorios septentrionales de Angola y Cabinda, el sureste de la República del Congo, el extremo occidental de la República Democrática del Congo y parte de Gabón; por último, el reino Tio (fundado en el siglo XVII) en las regiones de Plateaux, Pool y Lékoumou y en el este de Gabón.
Los bantúes introdujeron el trabajo del hierro y construyeron una red comercial en la cuenca del Congo.
Esquemáticamente, las estructuras geopolíticas congoleñas precoloniales pueden simplificarse en dos categorías:
- sociedades sin Estado, basadas en jefaturas que eran micronaciones que las difíciles condiciones geográficas y demográficas habían mantenido en relativo aislamiento, en la mitad norte del país, tierras de los Mboshi, Makaa, etc.;
- sociedades con un Estado organizado, en la mitad sur del país, en torno a tres polos principales: el antiguo reino Loango fundado entre los siglos X y XI, el Kongo fundado en el siglo XIII y el reino Tio fundado en el siglo XVII.

Existen indicios, aunque tenues, de culturas bastante avanzadas en el Congo actual: cerámica, restos de hornos de metal y grandes obras de ingeniería civil (el túnel bajo el monte Alberto, cerca de Mouyondzi) que datan de un periodo anterior al siglo XIII, y a veces anterior al año 1000.

### Colonización Francesa
Los primeros contactos con los europeos tuvieron lugar en el siglo XV, y pronto se estableció el comercio con los reinos locales. La región costera fue una fuente importante durante el comercio triangular (commerce triangulaire), es decir, la trata transatlántica de esclavos. Cuando ésta terminó en el siglo XIX, los poderes bantúes se vieron mermados para dar paso al colonialismo.
En 1482, tras las primeras exploraciones de los navegantes portugueses, el explorador Don Diogo Cão llegó a la desembocadura del río Congo. Los contactos con el reino kongo dieron lugar a tensiones. La trata de esclavos tuvo un gran impacto demográfico y desestabilizó considerablemente las entidades políticas y las sociedades de África Central en general.

La penetración francesa comenzó hacia 1875 con Pierre Savorgnan de Brazza; llegó al río Congo en 1879, remontando el Ogoué hasta la desembocadura de la actual isla de M'Bamou. En 1880, hizo firmar al Makoko, rey de los Tékés, un tratado de soberanía en Mbé (100 km al norte de Brazzaville), y fundó un puesto en el pueblo de Mfoa (en referencia a un pequeño río) en Nkuna, que se convertiría en Brazzaville en 1911.

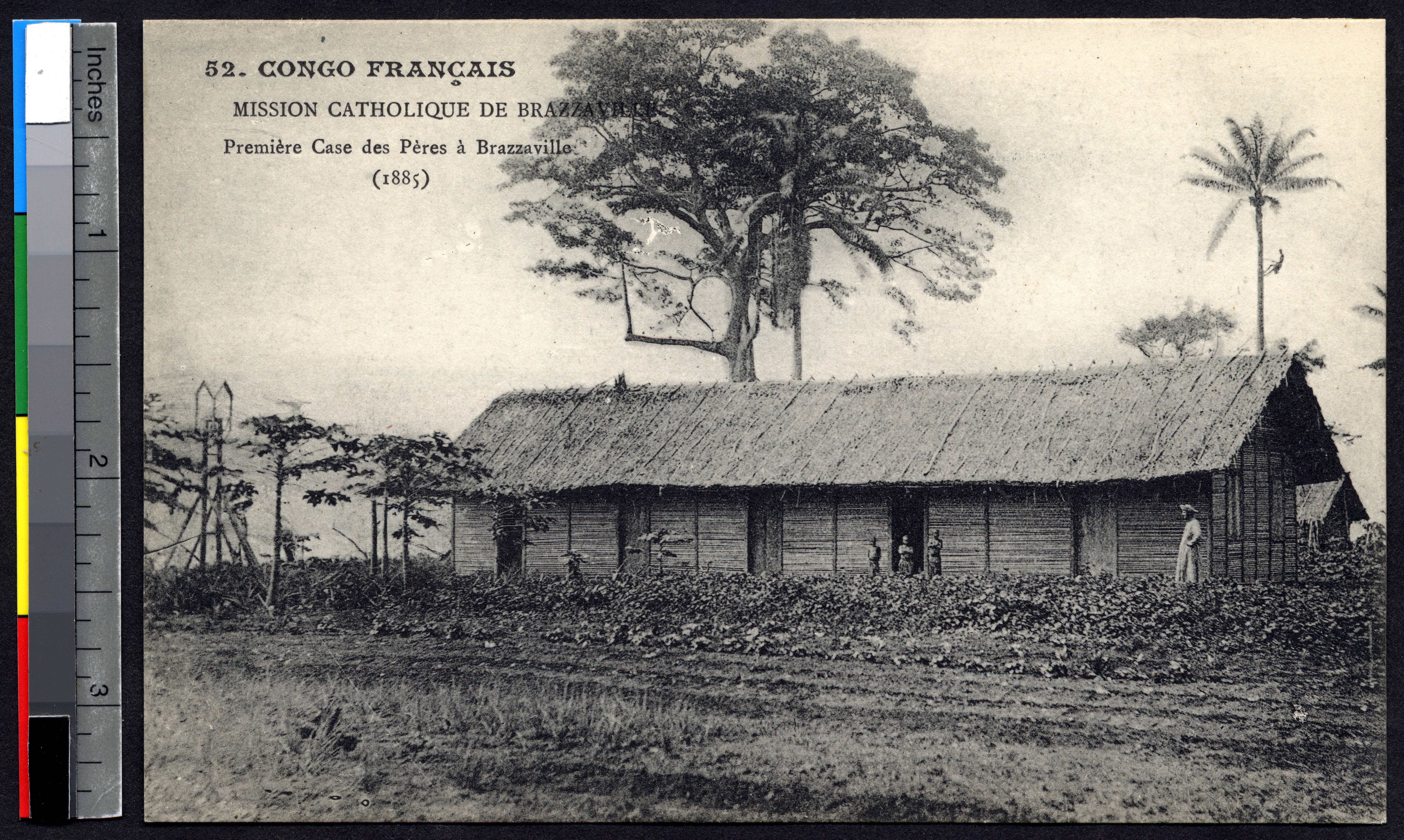
La primera casa misionera Católica en Brazzaville en 1885

Al mismo tiempo, el teniente Robert Cordier (1849-1901) exploraba la región de Kouilou y Niari. Hizo firmar al rey Maloango un tratado por el que se reconocía la soberanía de Francia sobre el reino de Loango, y en 1883 fundó Pointe-Noire, cuya estación de ferrocarril CFCO se inspiró en la que existía entonces en Trouville-Deauville (Francia).
En 1885, el Congo se convirtió en uno de los cuatro estados del África Ecuatorial Francesa, y Brazzaville en la capital de la AEF. La colonia del Congo francés se creó en 1891, y lo que hoy es Gabón formó parte de ella hasta 1904.
A partir de 1899, el territorio se distribuyó en concesiones de treinta años a empresas a cambio del pago de un impuesto correspondiente al 15% de los beneficios a la administración francesa. Explotaron los recursos naturales, principalmente el caucho, pero también el azúcar, las maderas preciosas y el marfil.

Las propiedades de estas empresas son inmensas, de 200.000 a 14 millones de hectáreas.

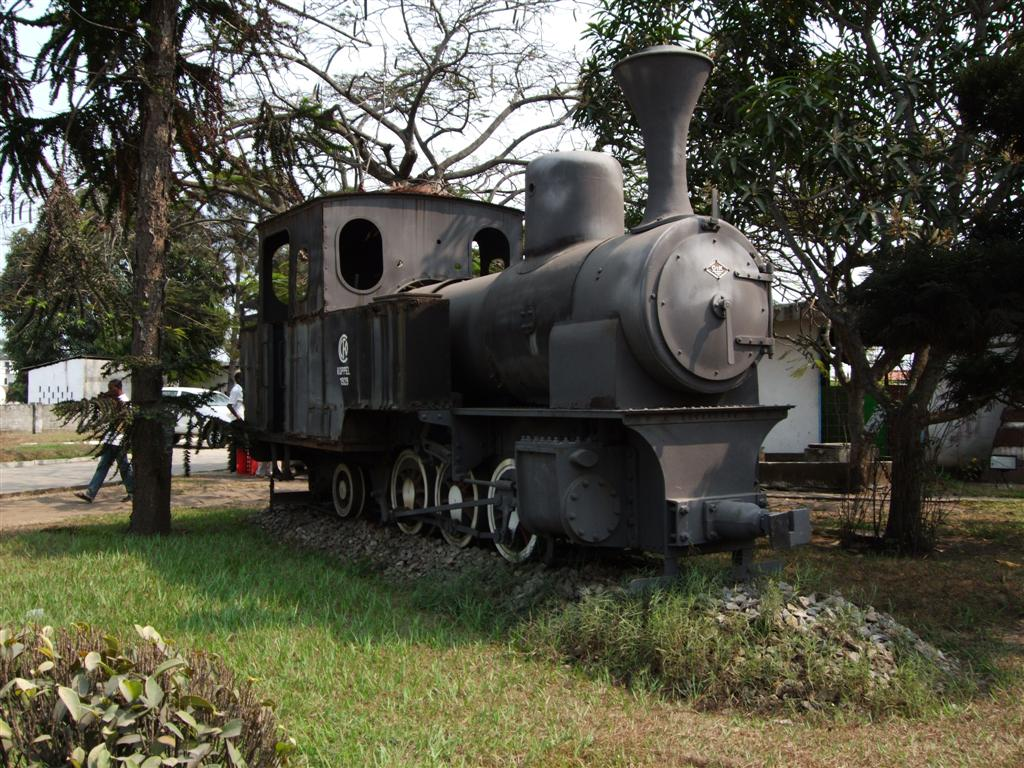
Un tren histórico francés en Pointe Noire

El sistema fue establecido por Eugène Étienne, entonces Subsecretario de Estado para las Colonias. Sin embargo, se registraron abusos. Théophile Delcassé, otro subsecretario de Estado para las colonias, otorgó una concesión de 11 millones de hectáreas (1/5 de Francia) en Haut-Ogooué, sin publicar oficialmente el contrato. Entre marzo y julio de 1899, Florent Guillain, ministro de las Colonias, otorgó cuarenta concesiones en el Congo francés, por decreto, como indica el informe Brazza.
Estos concesionarios contaban con varios inversores, entre ellos Leopoldo II de Bélgica. Sin embargo, Leopoldo II compró sus acciones bajo un nombre falso. Este hecho, descubierto tras la muerte del soberano, conmocionó a las autoridades francesas de la época, que se dieron cuenta de que su colonia estaba siendo explotada de incógnito y a menor coste por un país extranjero.

### Vía hacia la independencia
Las duras condiciones de explotación de la colonia (por ejemplo, el ferrocarril Congo-Océano o chemin de fer Congo-Océan, construido entre 1921 y 1934) hicieron que el nacionalismo se desarrollara rápidamente en el Congo.
En 1926, André Matswa fundó una asociación para ayudar a los veteranos de los regimientos de fusileros africanos que habían luchado junto al ejército francés en la Primera Guerra Mundial.

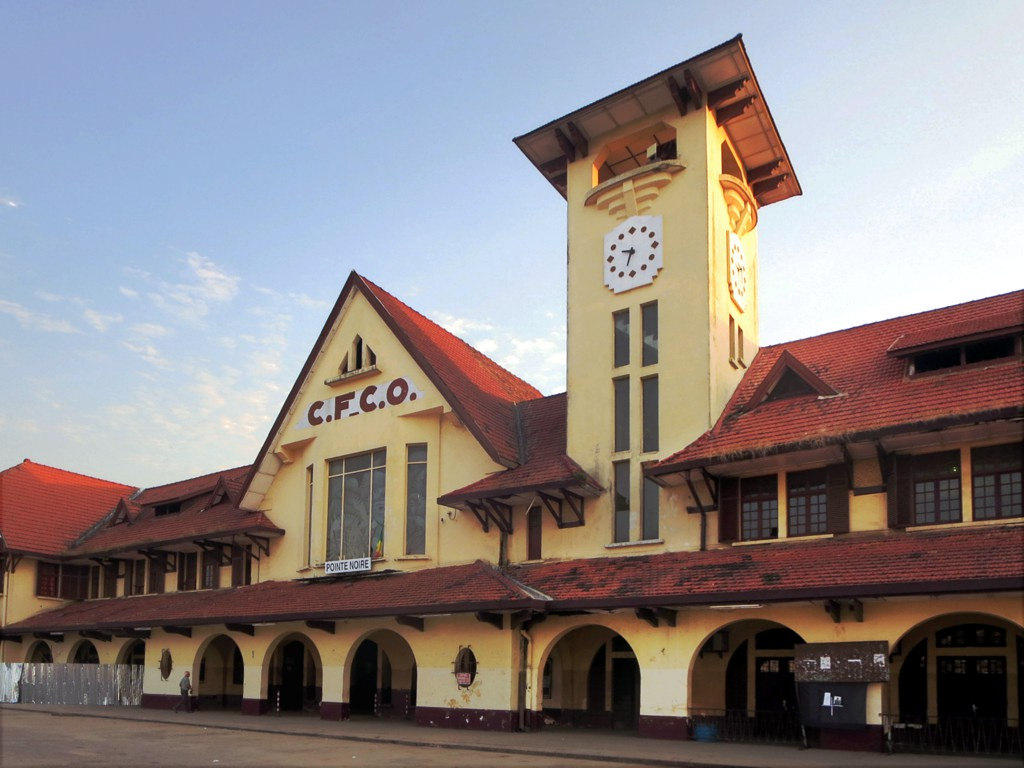
Estación de Pointe-Noire inaugurada por los franceses en 1934

Esta asociación se convirtió rápidamente en un movimiento de protesta. La administración colonial se asustó y encarceló a Matsowa, que murió en prisión en 1942 en circunstancias que permanecen oscuras. El movimiento se transformó entonces en una iglesia que reclutaba principalmente entre su grupo étnico original.
El nacionalismo congoleño tomó realmente forma después de la Segunda Guerra Mundial. El 21 de octubre de 1945, los congoleños eligieron al primer diputado congoleño, Jean Félix-Tchicaya, para la Asamblea Constituyente de París. En 1946, fundó el Parti Progressiste Congolais (PPC), la sección congoleña de la Rassemblement Démocratique Africain (RDA). Tchicaya se opuso a Jacques Opangault. Ambos fueron superados por el abate Fulbert Youlou, fundador de la Union démocratique de défense des intérêts africains (UDDIA), que ganó con rotundidad las elecciones municipales de 1956.
En 1958, el referéndum sobre la Comunidad Francesa obtiene un 99% de votos afirmativos en Moyen-Congo.
El Congo se convirtió en una república autónoma, con Fulbert Youlou como primer ministro.
En 1959, estallan disturbios en Brazzaville e interviene el ejército francés. Youlou es elegido Presidente de la República y el 15 de agosto de 1960, el Congo se independiza.

### Independencia
Su primer presidente fue Fulbert Youlou, que se vio obligado a salir del Gobierno en 1963, cuando asumió el cargo Alphonse Massamba-Débat, que en 1964 fundó un partido marxista, adoptando una economía planificada, de base socialista. A continuación dio inicio a un «Plan Quinquenal», que llevó a la expansión de la agricultura y la industria.

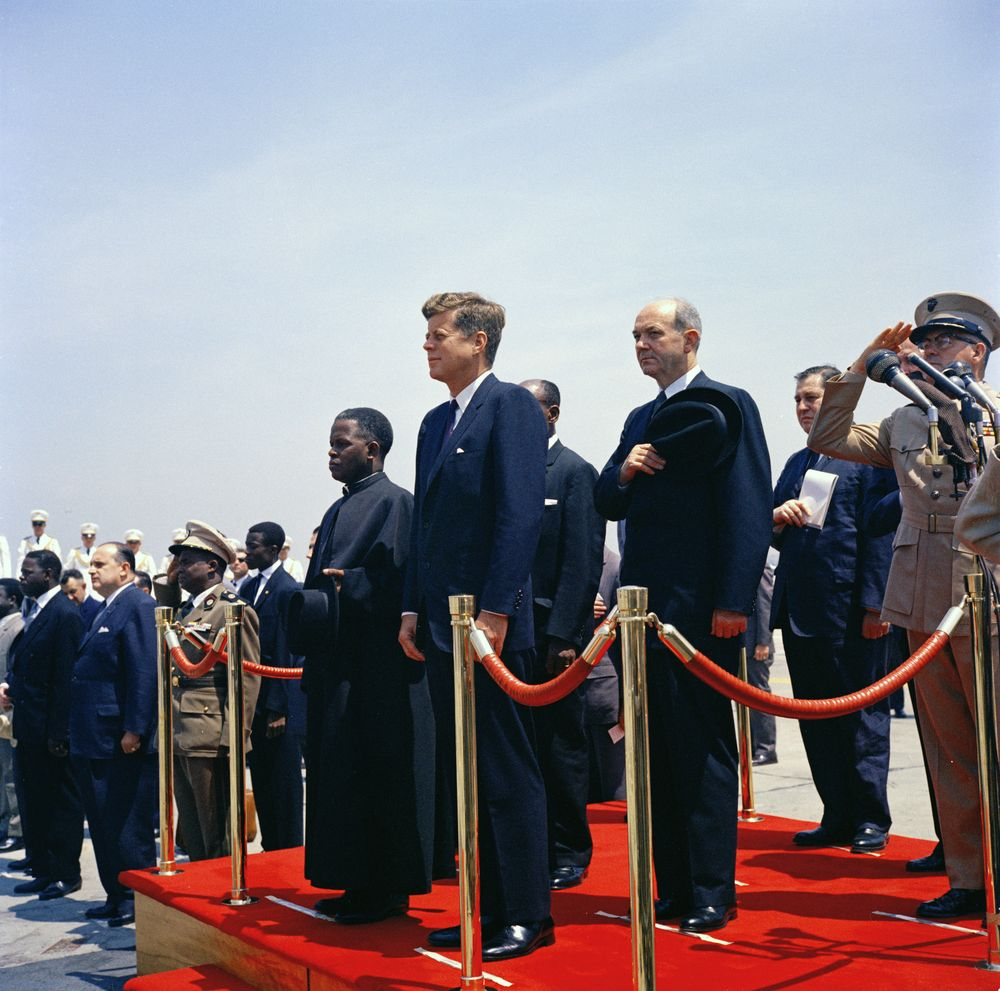
El presidente estadounidense John F. Kennedy recibiendo a su homólogo congoleño Fulbert Youlou, primer gobernante del país

La tensión entre el Gobierno y los militares aumentó, y en 1968, el ejército dio un golpe de Estado liderado por Marien Ngouabi, que asumió el poder. En diciembre de 1969, el presidente anunció la nueva República Popular, durante la solemnidad del «Partido Congoleño del Trabajo», cuyo presidente era Ngouabi y tenía un comité central compuesto por 30 miembros. En enero de 1970, el país pasó a llamarse República Popular del Congo, adoptando como símbolos nacionales una bandera roja, una hoz y un martillo, emblemáticos de los países socialistas. El Congo consolidó su régimen marxista, quedando como el primer país comunista africano. En el mismo año, el ejército detuvo un intento de golpe contra el presidente, liderado por el exteniente Pierre Xitonga, ejecutaron a todos los conspiradores, menos al exministro de defensa, Augustin Poignet, que consiguió huir. Aprovechándose de esa situación, dieron inicio a una purga general de todos los sospechosos de ser contrarios al Gobierno.
Luego de décadas de política turbulenta y retórica marxista-leninista, y tras el colapso de la Unión Soviética, el Congo completó una transición a una democracia multipartidista con elecciones en agosto de 1992. Sin embargo, una guerra civil ocurrida entre junio de 1997 y diciembre de 1999 se libró entre las fuerzas de los dos candidatos a presidente, Denis Sassou-Nguesso y Pascal Lissouba. La guerra terminó con la invasión de tropas de países vecinos y la instalación de Sassou-Nguesso en el poder.
En 2002 se aprobó una nueva Constitución que suprimía el cargo de primer ministro y reforzaba los poderes del presidente de la República. El presidente es elegido para un mandato de 7 años, renovable una vez. Ese mismo año, Denis Sassou-Nguesso fue reelegido Presidente de la República. El mandato de siete años de Denis Sassou-Nguesso, de 2002 a 2009, estuvo marcado por el retorno a la paz civil. En 2009, Denis Sassou-Nguesso fue reelegido de nuevo Presidente del Congo, con el 78,61% de los votos en el escrutinio celebrado el 12 de julio.
El 25 de octubre de 2015, se aprobó en referéndum una nueva Constitución. Entró en vigor el 6 de noviembre de 2015, tras ser promulgada por Denis Sassou-Nguesso. A finales de diciembre de 2019, Denis Sassou-Nguesso fue designado de nuevo candidato de su partido (el PCT) para las elecciones presidenciales de 2021.
El 23 de marzo de 2021, la comisión electoral anunció que Denis Sassou-Nguesso había sido reelegido en la primera vuelta de las elecciones presidenciales con un 88,57% (resultados oficiales provisionales). La participación se estimó en un 67,55% y su principal oponente, Guy Brice Parfait Kolélas (fallecido de Covid-19 al día siguiente de las elecciones), obtuvo el 7,84% de los votos. Sus oponentes anunciaron que recurrirían. El 6 de abril de 2021, el Tribunal Constitucional de la República del Congo confirmó la reelección del Presidente Denis Sassou-Nguesso en las elecciones del 21 de marzo, tras rechazar los recursos de la oposición.

## Gobierno y Política

Mapa de la República del Congo.

La República del Congo tiene un régimen semipresidencialista. En 2009 fue reelegido como presidente Denis Sassou-Nguesso, que continúa en el cargo ininterrumpidamente desde 1997. El puesto de primer ministro fue cancelado en septiembre de 2009, tras las elecciones presidenciales. El último en ocupar ese cargo fue Isidore Mvouba. Fue nuevamente restaurado en 2016, ocupado desde mayo de 2021 por Anatole Collinet Makosso.
Desde principios de los años 1990, la República del Congo tenía un sistema político multipartidista, aunque ahora este sistema está dominado por el presidente Sassou-Nguesso; como no existe verdadera competencia en las elecciones presidenciales, ha mantenido su mandato. El Partido Congoleño del Trabajo (del francés: Parti Congolais du Travail) junto con otros partidos más pequeños, apoyan a Sassou-Nguesso.
Internacionalmente, el régimen de Sassou-Nguesso ha sido afectado por acusaciones de corrupción pese a sus intentos por censurarlas. Una investigación francesa encontró más de 110 cuentas bancarias y decenas de propiedades lujosas en Francia a su nombre. Sassou-Nguesso denunció que las investigaciones eran partidistas y las calificó como «racistas» y «coloniales».

### Libertad de Prensa

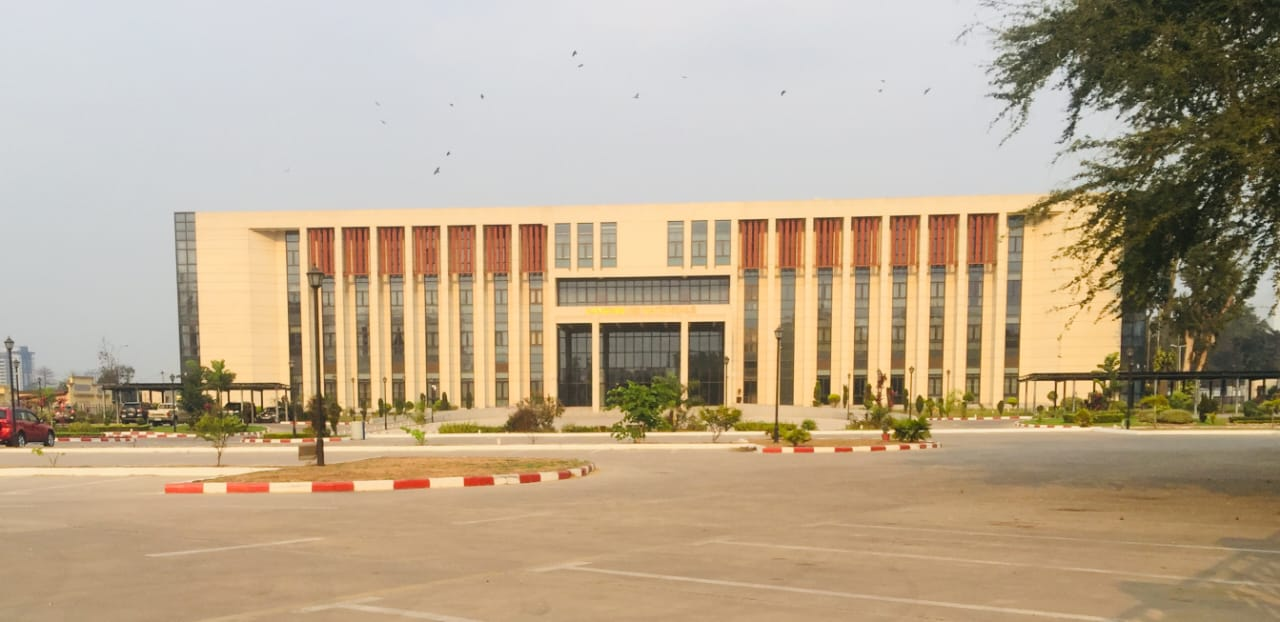
Asamblea Nacional de la República del Congo

Con la liberalización del sector de la prensa a partir de 1990 y la abolición de la censura previa, aparecieron decenas de nuevas cabeceras, sobre todo durante la Conferencia Nacional de 1991, el periodo de transición y las elecciones presidenciales de 1992. El semanario estudiantil Madukutsiékélé, apodado Maduku, fue el primero en adoptar un tono muy satírico, y tuvo un gran éxito durante la Conferencia Nacional. Le siguieron en 1991 La Rumeur (que más tarde se convirtió en La Rue meurt) y Le Choc, y luego La Colombe, Le Forum, Maintenant y La Ruche (todos fundados en 1992). La prensa escrita operaba en un entorno muy precario, como lo demuestra «la irregularidad de sus publicaciones, la confidencialidad de sus tiradas, la exigüidad de sus dividendos y... la mendicidad de sus agentes ».
A pesar de esta fragilidad, estas cabeceras, que rondan ya los sesenta años, han aportado un nuevo tono a los medios audiovisuales estatales (el periódico gubernamental Mweti ha desaparecido) y la presencia de una única cabecera privada «histórica» vinculada a la Iglesia católica. La Semaine Africaine, semanario creado en 1952, tuvo mucho éxito hasta 1990. La aparición de publicaciones privadas de opinión provocó a menudo una reducción a la mitad de la tirada de La Semaine Africaine, cuyos lectores se alejaron repentinamente.

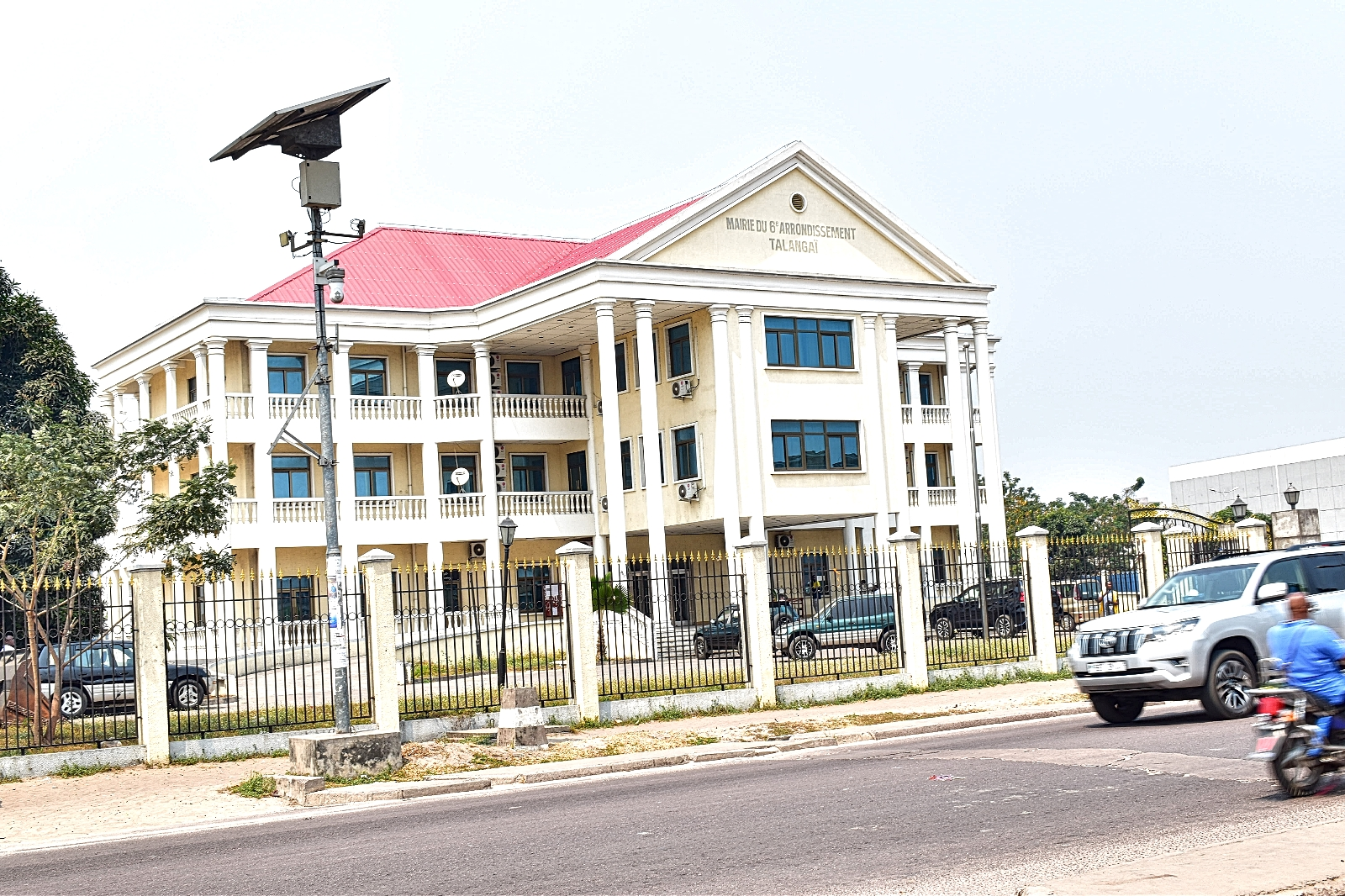
Sede del ayuntamiento o Alcaldía de Talangai

En 1993, en el momento de la primera guerra civil, las cabeceras se dividieron rápidamente entre «gobierno» y «oposición». Después de la guerra, la prensa siguió muy politizada: Le Temps, La Corne enchantée (1993), L'Alternative, L'Espoir y Le Canard de mercredi (1994) eran próximos a Pascal Lissouba y su partido Upads. La Rue meurt (1991) apoyó al MCDDI de Bernard Kolélas. Le Choc, Aujourd'hui, Le Rayon, Le Flambeau, La Référence, La Liberté, Le Messager y Le Gardien (1993) coquetearon con el FDP (Forces démocratiques et patriotiques) de Denis Sassou-Nguesso. Estos títulos libraron batallas campales entre sí y continuaron su diálogo de sordos hasta el estallido de la segunda guerra en 1997. Al final de la guerra, tras la victoria de Denis Sassou-Nguesso, casi todos los títulos desaparecieron. Sólo quedaron Le Choc, La Rue meurt y Le Flambeau, favorables al nuevo hombre fuerte del país. También se mantuvo el título La Semaine africaine, pero algunas personas cercanas a Sassou-Nguesso lo acusaron de ser una publicación de la oposición.
A partir de 1999 aparecieron nuevas cabeceras, marcando una segunda primavera para la prensa congoleña: Le Pays, Les Echos du Congo, Cocorico, le Coq, L'Autre vision, Vision pour demain, Les Dépêches de Brazzaville, Thalassa, L'Éléphant, L'Humanitaire, Lumière équatoriale, Présence économique, Le Paysan, L'Observateur. La imagen del régimen se ve reforzada por el semanario gubernamental La Nouvelle République, que ha vuelto a aparecer irregularmente, y sobre todo Les Dépêches de Brazzaville, publicación de lujo dedicada a realzar la imagen del régimen, editada por una agencia privada regional del mismo nombre, creada en 1998 por un periodista y consejero presidencial francés. La ACI (Agence congolaise d'information), fundada en 1960, ha vuelto a funcionar y publica un boletín diario, tras haber sufrido especialmente la guerra de 1997, durante la cual sus infraestructuras fueron saqueadas.
En cuanto al sector audiovisual, es extremadamente limitado. Hasta 1998, el sector estaba bajo monopolio estatal, a pesar de la liberalización del sector proclamada en la Conferencia Nacional, y se limitaba por tanto a Radio Congo, Télé Congo y sus escasas emisoras locales, sobre todo en Pointe-Noire. La Agence intergouvernementale de la Francophonie (ex-ACCT) también había contribuido a la creación de cuatro emisoras locales comunitarias en Nkayi, Moussendjo, Etoumbi y Sembé.
Durante la guerra de 1999, el movimiento rebelde del pastor Ntumi creó también una emisora clandestina, Radio Royale, que emitía ocasionalmente en la región de Pool. Actualmente ha dejado de emitir. En los últimos años han surgido otras iniciativas: YAKALA FM, Radio Océan en Pointe-Noire, Radio Louvakou en Dolisie y Digital Radio Number One en Brazzaville. Esta última, propiedad de un oficial de las Fuerzas Armadas de la República del Congo y complementada por una televisión privada (DRTV), es esencialmente una emisora comercial con escasa implicación política. La radio nacional también ha desarrollado una emisora local, Canal FM, surgida de la antigua radio rural. La red de radios comunitarias locales también se ha ampliado con la creación, generalmente por los ministros o las autoridades prefecturales, de Radio Moka, Radio Nkeni y Radio Lekena. En cuanto a la Iglesia católica, ha abierto una emisora en Pointe-Noire (Radio Kintouari).

### Derechos humanos
En materia de derechos humanos, respecto a la pertenencia a los siete organismos de la Carta Internacional de Derechos Humanos, que incluyen al Comité de Derechos Humanos (HRC), República del Congo ha firmado o ratificado:
| República del Congo | Tratados internacionales | Tratados internacionales | Tratados internacionales | Tratados internacionales | Tratados internacionales  | Tratados internacionales | Tratados internacionales | Tratados internacionales | Tratados internacionales  | Tratados internacionales  | Tratados internacionales | Tratados internacionales | Tratados internacionales  | Tratados internacionales  | Tratados internacionales | Tratados internacionales  | Tratados internacionales    | Tratados internacionales    |
| --- | --- | ------------------------ | --- | --- | ------------------------- | --- | ------------------------ | ------------------------ | ------------------------- | ------------------------- | ------------------------ | --- | ------------------------- | ------------------------- | ------------------------ | ------------------------- | --------------------------- | --------------------------- |
| República del Congo | CESCR | CESCR                    | CCPR | CCPR | CCPR                      | CERD | CED                      | CEDAW                    | CEDAW                     | CAT                       | CAT                      | CRC | CRC                       | CRC                       | CRC                      | MWC                       | CRPD                        | CRPD                        |
| República del Congo | CESCR | CESCR-OP                 | CCPR | CCPR-OP1 | CCPR-OP2-DP               | CERD | CED                      | CEDAW                    | CEDAW-OP                  | CAT                       | CAT-OP                   | CRC | CRC-OP-AC                 | CRC-OP-SC                 | CRC-OP-CP                | MWC                       | CRPD                        | CRPD-OP                     |
| Pertenencia | República del Congo ha reconocido la competencia de recibir y procesar comunicaciones individuales por parte de los órganos competentes. | Sin información.         | República del Congo ha reconocido la competencia de recibir y procesar comunicaciones individuales por parte de los órganos competentes. | República del Congo ha reconocido la competencia de recibir y procesar comunicaciones individuales por parte de los órganos competentes. | Ni firmado ni ratificado. | República del Congo ha reconocido la competencia de recibir y procesar comunicaciones individuales por parte de los órganos competentes. | Sin información.         | Firmado y ratificado.    | Ni firmado ni ratificado. | Ni firmado ni ratificado. | Sin información.         | República del Congo ha reconocido la competencia de recibir y procesar comunicaciones individuales por parte de los órganos competentes. | Ni firmado ni ratificado. | Ni firmado ni ratificado. | Sin información.         | Ni firmado ni ratificado. | Firmado pero no ratificado. | Firmado pero no ratificado. |
| Firmado y ratificado, firmado, pero no ratificado, ni firmado ni ratificado, sin información, ha accedido a firmar y ratificar el órgano en cuestión, pero también reconoce la competencia de recibir y procesar comunicaciones individuales por parte de los órganos competentes. | |                          | | |                           | |                          |                          |                           |                           |                          | |                           |                           |                          |                           |                             |                             |

## Organización territorial

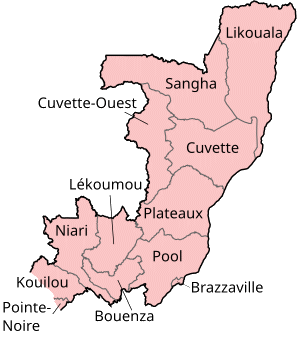
Regiones de la República del Congo.

La república está subdividida sucesivamente en 10 Departamentos, 86 Distritos y 6 Comunas. El distrito de Brazzaville no pertenece a ninguna región, y desde el año 2004 la ciudad de Pointe-Noire es un distrito independiente. Las regiones son:
- Bouenza: capital Madingou.
- Cuvette: capital Owando.
- Cuvette-Oeste: capital Ewo.
- Kouilou: capital Hinda.
- Lékoumou: capital Sibiti.
- Likouala: capital Impfondo.
- Niari: capital Loubomo.
- Plateaux: capital Djambala.
- Pool: capital Kinkala.
- Sede del gobierno municipal de Ignié en el Departamento de PoolSangha: capital Ouésso

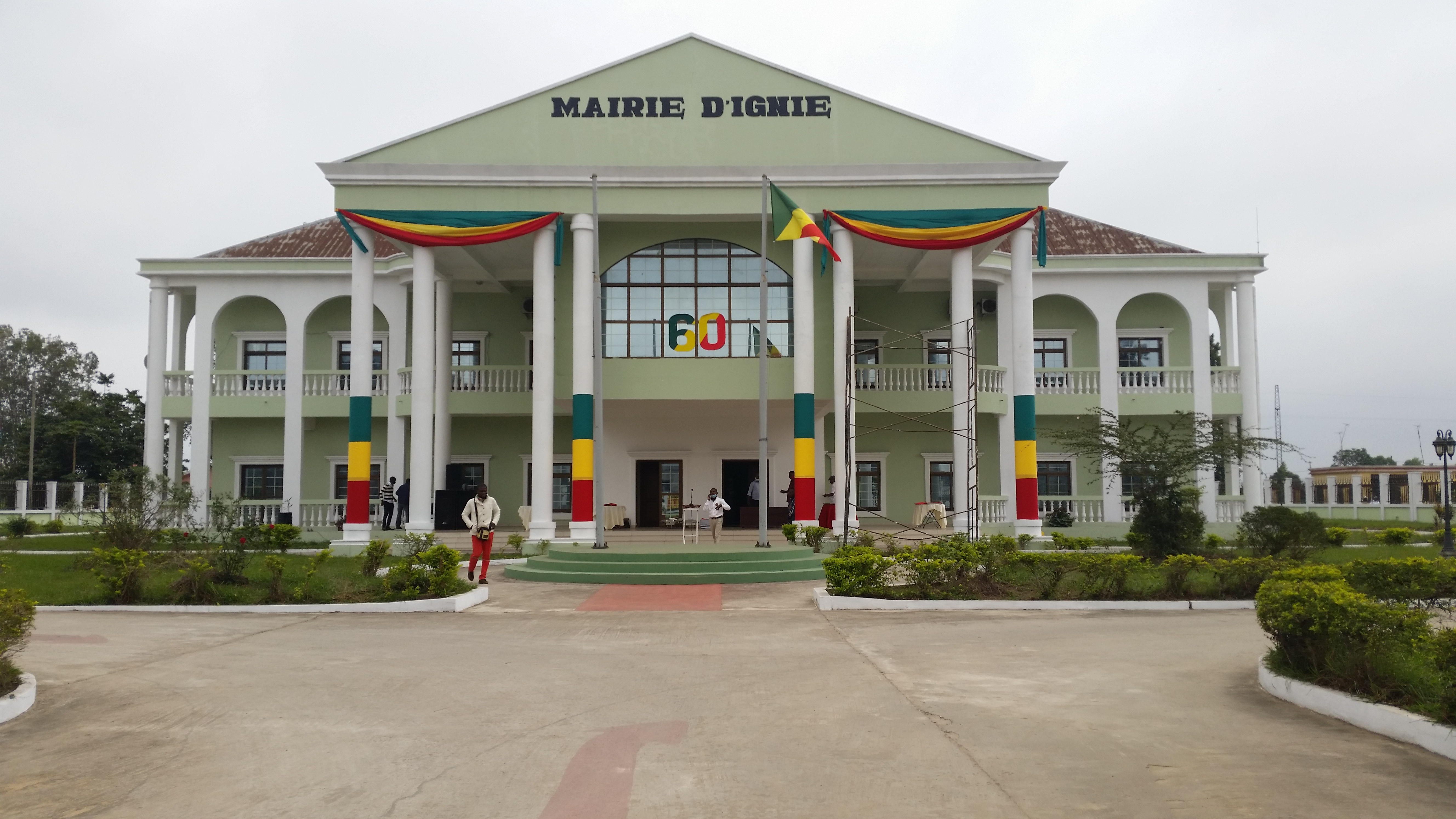
Sede del gobierno municipal de Ignié en el Departamento de Pool

Estas regiones se subdividen en 46 distritos.

## Geografía
La República del Congo se encuentra en la costa atlántica del centro de África.

Limita al norte con la República Centroafricana y Camerún, al oeste con Gabón, al sur con Angola (a través del enclave de Cabinda), y al sur y al este con la República Democrática del Congo.

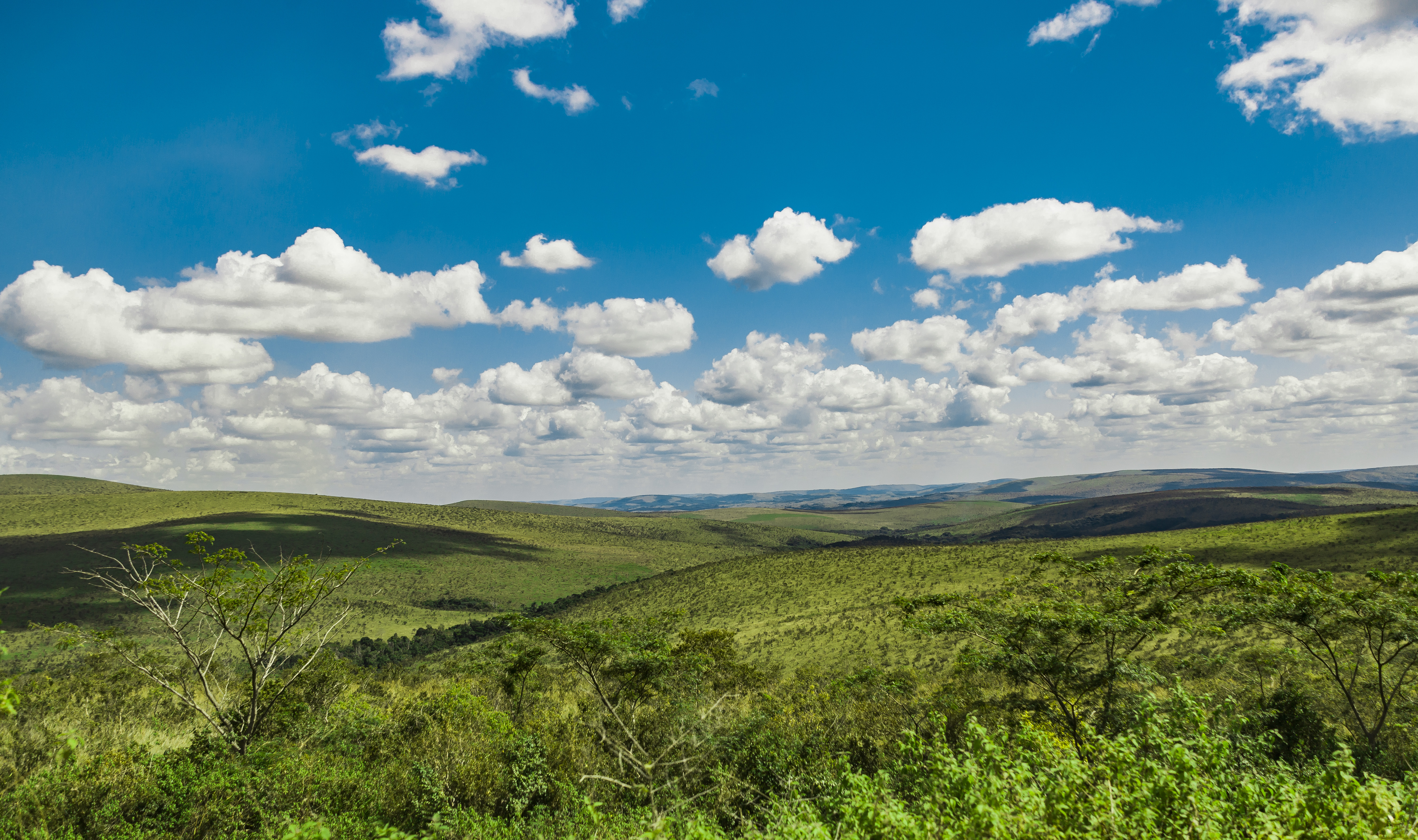
Paisaje de la República del Congo

El país cuenta con una relativamente escasa zona litoral, en la que se encuentra la segunda ciudad más importante del país, Pointe-Noire. Por otra parte, los territorios al norte de Brazzaville, la capital, se encuentran dominados por amplias extensiones selváticas. En este sentido cabe destacar el estado de Impfondo, el único dominado íntegramente por la selva.
Brazzaville se ubica en las orillas occidentales del Río Congo, mientras que en las orillas orientales del río se ubica Kinshasa, capital de la República Democrática del Congo.
La ciudad selvática del país más importante es Ouesso.

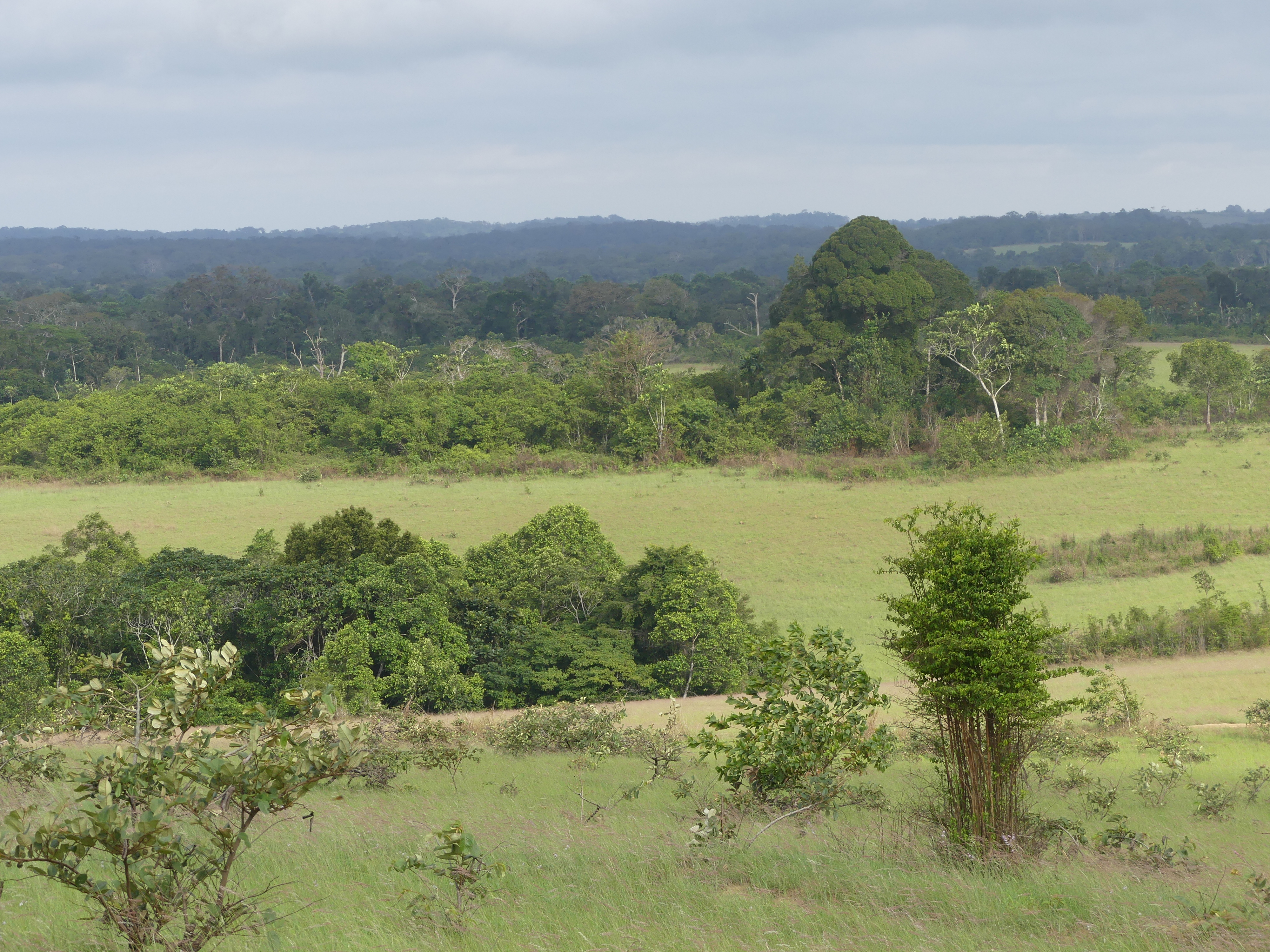
Paisaje del parque nacional Conkouati-Douli

### Clima
En la República del Congo, país africano atravesado por el ecuador, el clima es ecuatorial (caluroso y húmedo todo el año, sin estación seca) en el norte, y tropical (caluroso y húmedo con estación seca) en el centro-sur.
En el norte, las temperaturas son altas todo el año y el calor sofocante, aunque la altitud de unos cientos de metros lo hace un poco más soportable que a nivel del mar. En el centro-sur, la temperatura desciende de junio a septiembre, sobre todo a lo largo de la costa, donde refresca un poco durante el día, y en las colinas de la región de Plateaux, donde refresca un poco por la noche.
Las precipitaciones oscilan en torno a los 1.500/2.000 mm anuales en el norte, mientras que en el sur caen por debajo de los 1.500 mm, llegando a los 1.200 mm en la costa. En el centro-sur, la estación seca, que corresponde al invierno en el hemisferio Sur, va de junio a agosto en el centro, de junio a septiembre en el sur, y de mediados de mayo a mediados de octubre en la costa.

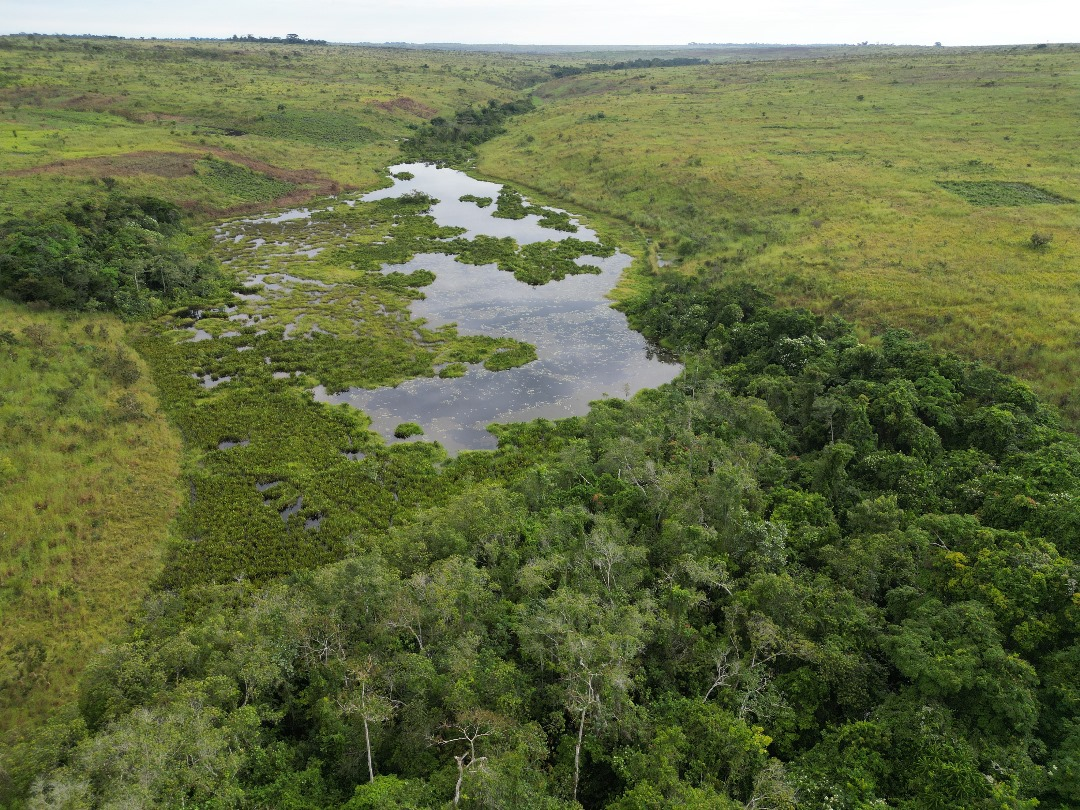
Reserva terrestre de Léfini Plateaux-Djambala

La insolación en el Congo no es excelente y no mejora con las estaciones; al contrario, disminuye ligeramente en el invierno austral, incluso en el centro-sur donde es la estación seca. En cambio, en el periodo de octubre a abril, entre chaparrón y chaparrón, se puede ver el sol entre las nubes.
Los efectos del cambio climático en la vegetación y el suelo de la cuenca del Congo también son motivo de preocupación, ya que la región alberga una enorme biodiversidad. Las simulaciones y modelos del cambio climático indican que, por término medio, la región de la cuenca del Congo experimentará un aumento de la producción vegetativa a medida que avancen los efectos durante la primera mitad del siglo XXI.
Por el contrario, a medida que el clima se vuelva más errático y las temperaturas aumenten, se espera que la producción vegetativa disminuya. Cabe señalar que la mayor parte de este aumento previsto puede atribuirse a los mayores niveles de dióxido de carbono atmosférico y al efecto fertilizante del dióxido de carbono. También se espera que la materia orgánica del suelo aumente en la mayoría de las zonas de la cuenca del Congo debido al incremento de la vegetación.
Los efectos del cambio climático plantean cada vez más problemas a las poblaciones agrícolas y de forrajeo de la cuenca del Congo. La disminución de la productividad empujará a estas comunidades a necesitar más tierras para el cultivo, lo que provocará una mayor deforestación. 

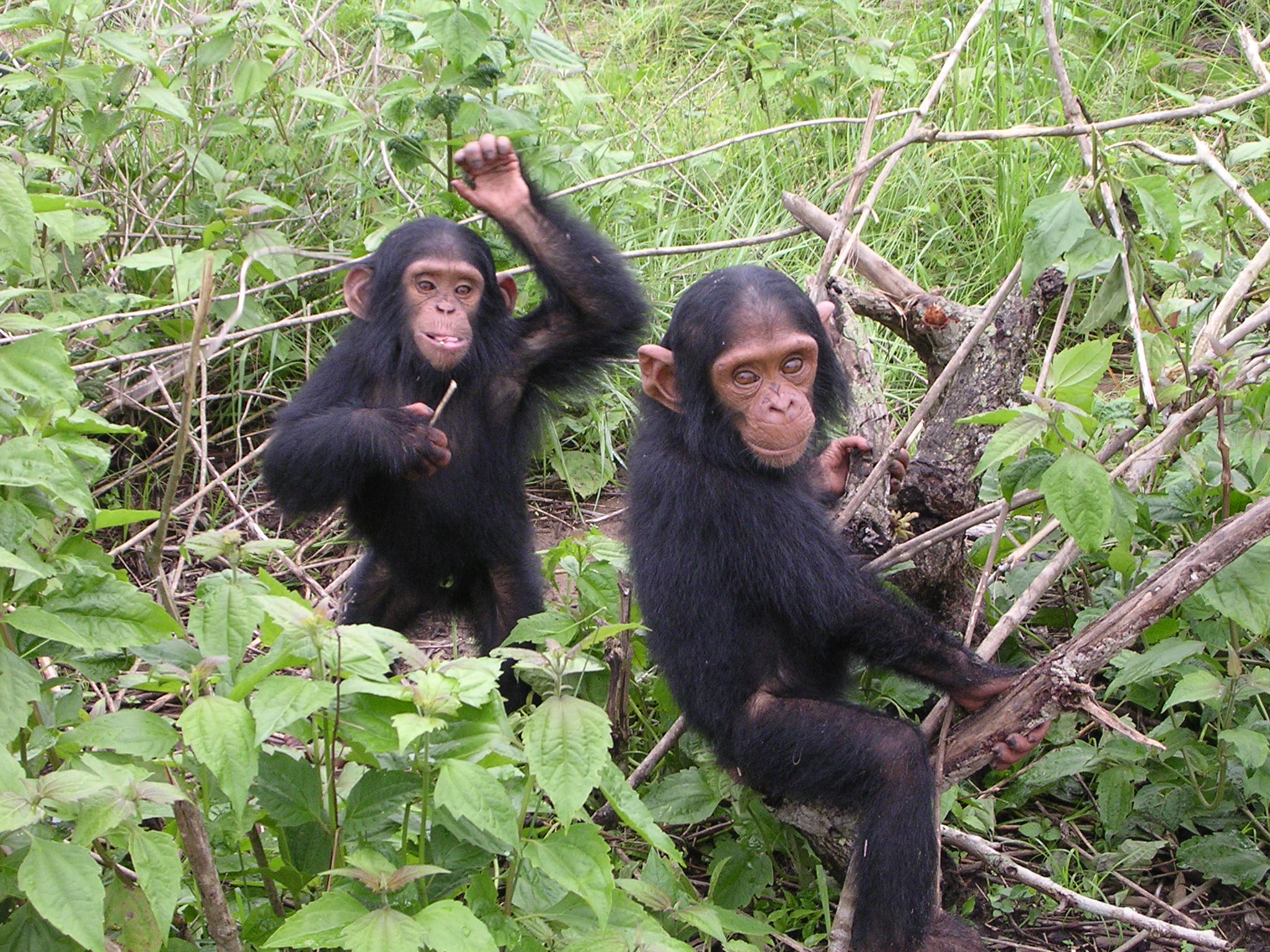
Centro de rehabilitación de chimpancés de Tchimpounga

Además, se prevé que las fases avanzadas de los efectos del cambio climático en estos bosques se traducirá en una disminución de la productividad vegetativa. El declive de estos bosques críticos ejercerá posteriormente presión sobre los hábitats de especies locales como los bonobos, los chimpancés, los gorilas de montaña y los elefantes de bosque. El hacinamiento y la disminución de la disponibilidad de recursos se amplificarán con toda seguridad a medida que avance el cambio climático, amenazando en última instancia la supervivencia de estas especies salvajes.

### Ecología
El norte del país está cubierto por selva umbrófila, de la que WWF distingue dos ecorregiones:
- La selva de tierras bajas del Congo noroccidental al noroeste

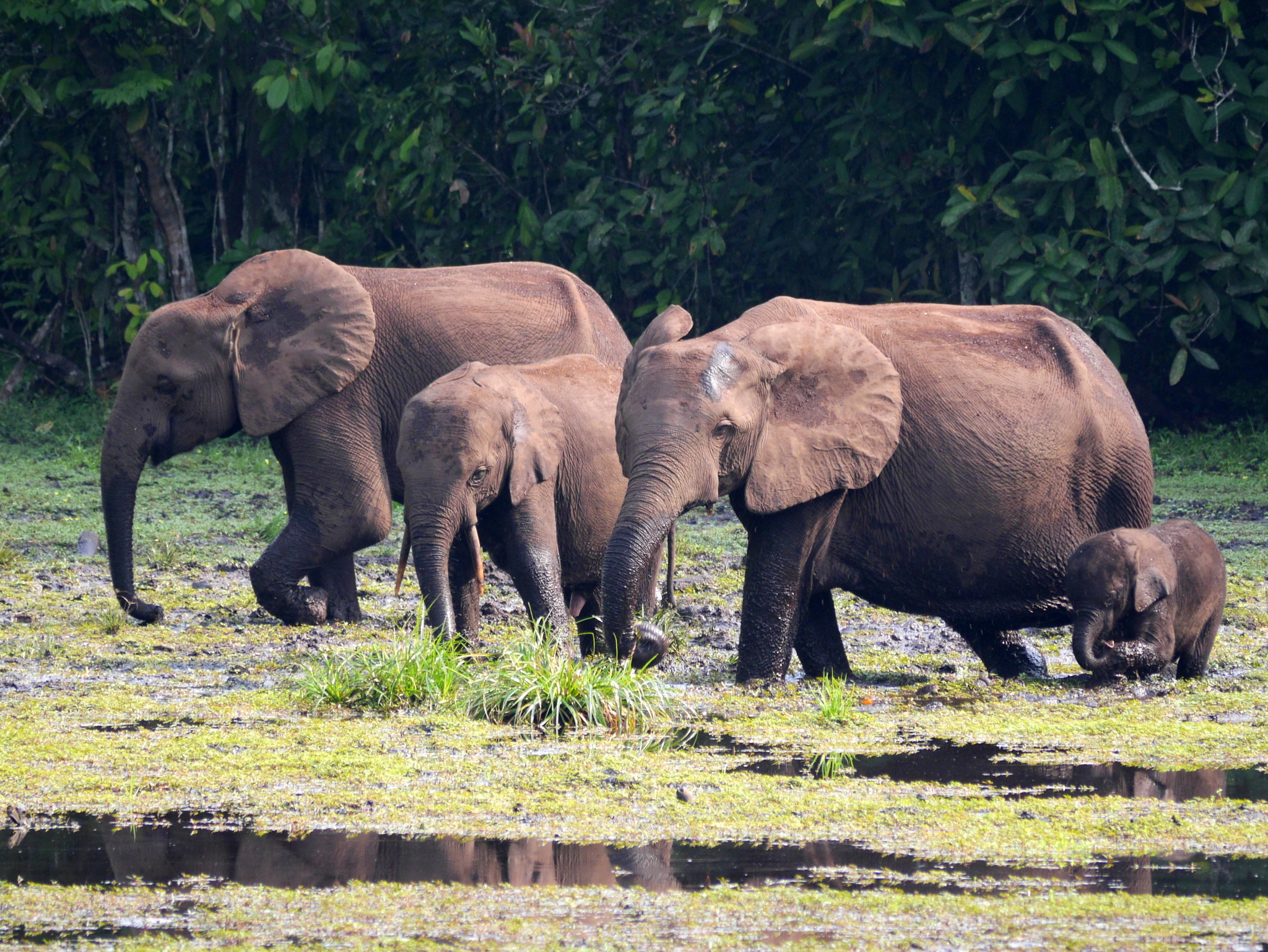
Elefantes en el parque nacional de Odzala-Kokoua

- Elefantes en el parque nacional de Odzala-Kokoua La selva pantanosa del Congo occidental al noreste.

Por su parte, al sur se encuentra:
- El mosaico de selva y sabana del Congo occidental, interrumpido la ecorregión anteriormente citada de selva de tierras bajas del Congo noroccidental.
- La selva costera ecuatorial atlántica situada cerca de la costa.

### Topografía
El Congo presenta un relieve moderado, con 170 km de costa atlántica, llanuras y mesetas. Según las zonas, el litoral adopta la forma de un cordón dunar que se encoge a medida que avanza el mar; circos de erosión excavados en mesetas rocosas (gargantas de Diosso, circo de Tchissanga); un complejo lagunar ocupado por manglares (laguna de Conkouati). 

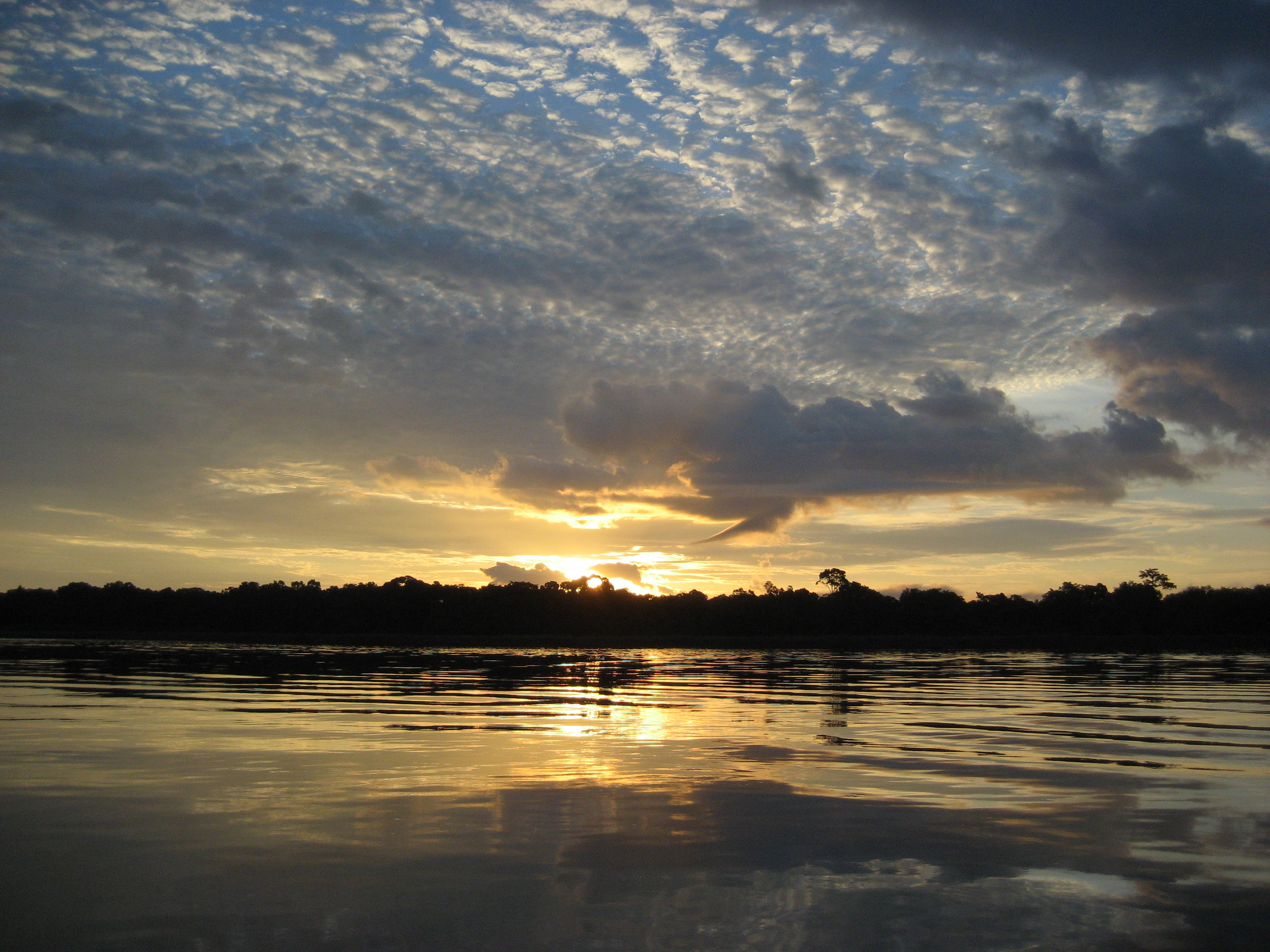
El Río Congo

Las llanuras se sitúan en la costa y en el valle del Niari, al oeste, y en los valles del Congo y del Oubangui, por encima de Mossaka, que forma la cuenca congoleña. Las mesetas incluyen el Mayombe (monte Foungouti), el macizo de Chaillu (monte Mougongo), las mesetas de Batéké (monte Likéti) y las mesetas del noroeste (monte Nabemba).
El río Congo, segundo río del mundo en caudal medio después del Amazonas, forma parte de la frontera entre la República del Congo y la República Democrática del Congo.
La selva tropical cubre casi dos tercios de la República del Congo, lo que la convierte en el decimoquinto país más boscoso del mundo.
El ecuador atraviesa el Congo; su paso por la ciudad de Makoua, en la región de la Cuvette, está marcado por un hito.

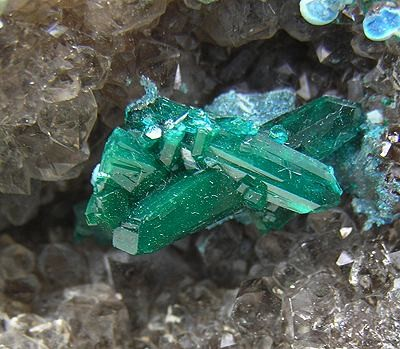
Minerales que se pueden encontrar en la mina de Sanda

### Geología
La geología de la República del Congo, también conocida como Congo-Brazzaville, para diferenciarla de la República Democrática del Congo, antiguo Zaire, incluye extensas rocas ígneas y metamórficas del basamento, algunas de hasta 2.000 millones de años de antigüedad, y rocas sedimentarias formadas en los últimos 250 millones de años. Gran parte de la geología del país está oculta por sedimentos formados en los últimos 2,5 millones de años del Cuaternario.
El cratón del Congo es el vestigio geológicamente estable de un continente primitivo. Es la roca basal de gran parte de África central y se extiende por la República del Congo y Gabón, hasta Camerún, como el macizo granitoide de Chaillu. El macizo cuenta con dos generaciones de granitoides de 2.700 millones de años que datan del Arcaico y una foliación norte-sur. Las rocas van desde la granodiorita gris hasta la biotita cuarzosa o los extremos ricos en biotita y anfíboles. La migmatita potásica de color rosado se encuentra en vetas dentro de la roca. En algunos puntos permanecen en su lugar esquistos granitoides y greenstone mucho más antiguos, que nunca experimentaron una granitización completa.

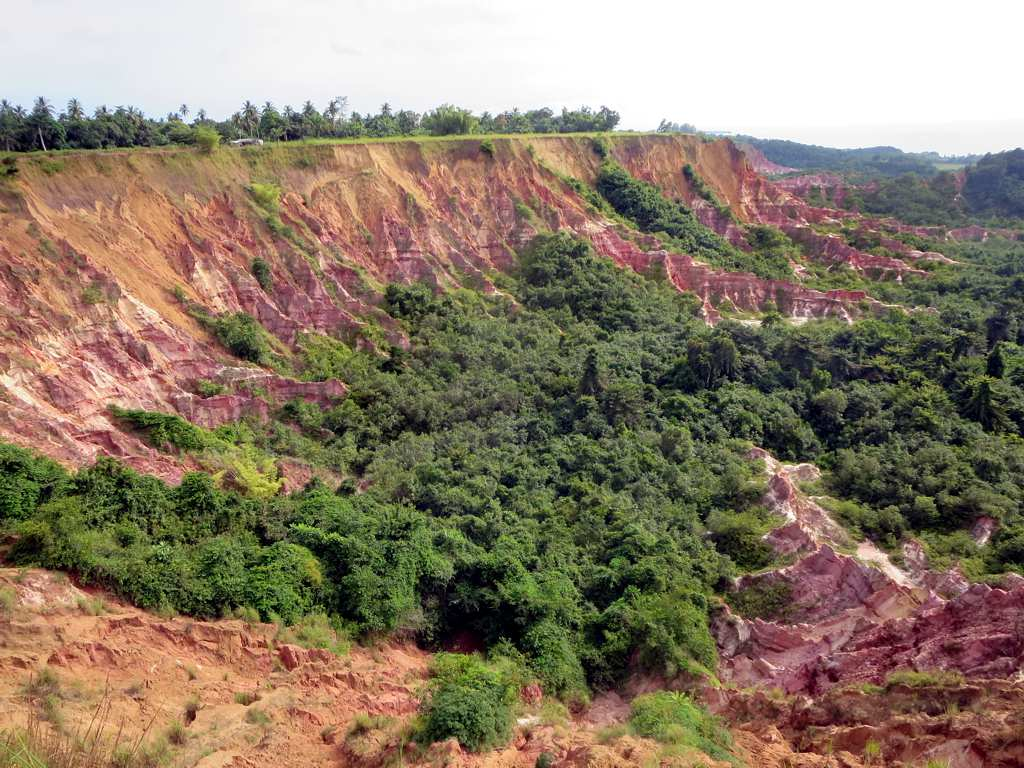
Acantilados en la Garganta de Diosso

La República del Congo tiene dos cinturones de piedra verde relictos en Mayoko y Zanago. Los cinturones de piedra verde presentan secuencias de rocas metamórficas y volcánicas que conservan la antigua tectónica del Arcaico. El cinturón de piedra verde de Mayoko presenta secuencias de hierro bandeado, anfibolita, gneis de biotita y anfibolita rica en piroxeno. En Zanago, el cinturón es ligeramente diferente, con cuarcita portadora de anfibolita, piroxenita residual en anfibolitas y pequeñas cantidades de dunita.
En el noroeste del país, el Grupo Sembe-Ouesso se extiende hasta Gabón y Camerún, bajo formaciones mixtitas suprayacentes. El Grupo Sembe-Ouesso presenta secuencias ascendentes de cuarcita, esquisto, filita, calcoesquisto, dolomita y otra capa de cuarcita. Algunos geólogos debaten si la secuencia data del Paleoproterozoico o del Neoproterozoico.
El Supergrupo Neoproterozoico del Congoliano Occidental es una de las tres partes del cinturón móvil del Congoliano Occidental, un accidente tectónico que se extiende a lo largo de 1.300 kilómetros desde Gabón hasta Angola, pasando por el suroeste de la República del Congo. Los geólogos subdividen el Supergrupo Congoliano Occidental en el Grupo Haut Shiloango, el Grupo Schisto-Calcaire, el Grupo Sansikwa, el Grupo Mpioka y el Grupo Inkisi. Anteriormente, los geólogos interpretaban como depósitos glaciares dos capas de esquisto y mixtita que separan el Grupo Sansikwa, el Grupo Haut Shiloango y el Grupo Schisto-Calcaire, pero ahora se cree que son restos de flujos de lodo.

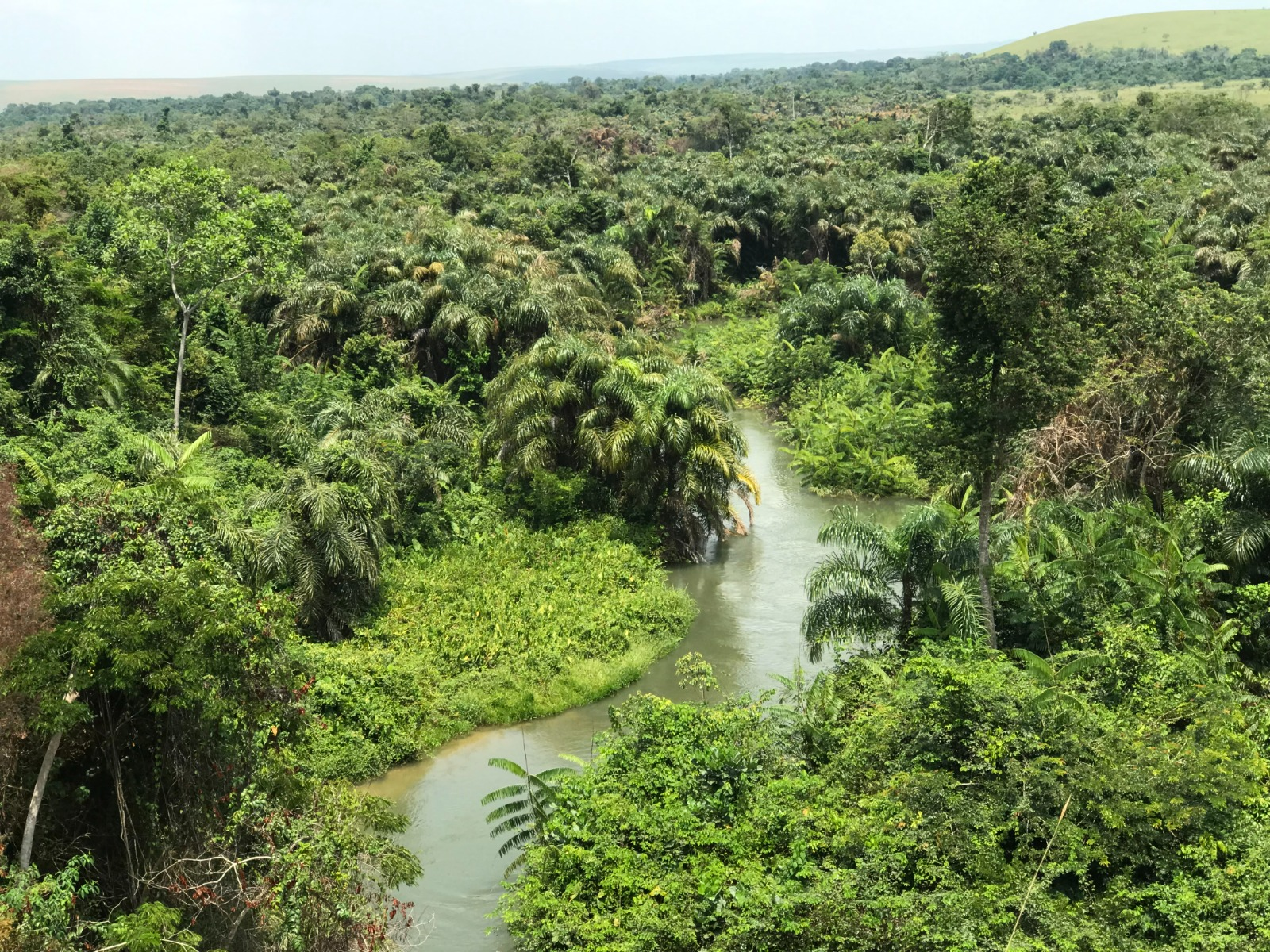
El Rio Ngouende constituye una reserva natural en la República del Congo

Cuando África central entró en el Fanerozoico, el eón geológico actual en el que la vida vegetal y animal multicelular es habitual, se depositaron rocas sedimentarias en lo que pueden haber sido fallidos valles de rift. Estas rocas se encuentran principalmente en la cuenca del Congo, una característica tectónica estructural que se extiende hasta la vecina República Democrática del Congo, formada dentro del Cratón del Congo. Debido a las gruesas capas de sedimentos que cubren el cratón en África central, a la lejanía y a la escasa investigación de sondeos y líneas sísmicas, el origen exacto de muchas de estas unidades sedimentarias sigue sin estar claro. 
En la actualidad, los geólogos interpretan muchas de las secuencias sedimentarias del Pérmico tardío al Triásico como restos del periodo de rifting del Karoo. Durante el periodo Karoo, el sur de Gondwana se extendió por una amplia zona que abarca lo que hoy es el sur de Sudamérica y Sudáfrica. La cuenca de la grieta y las regiones circundantes estaban cubiertas por gruesas capas de sedimentos continentales y la sedimentación se aceleró cuando Gondwana se desplazó sobre el Polo Sur, provocando una glaciación masiva de África en la Edad de Hielo del Karoo. Finalmente, los glaciares se fundieron a finales del Pérmico, creando un entorno de deltas pantanosos. Las rocas que conservan directamente esta secuencia se encuentran en el Supergrupo Karoo, una de las unidades estratigráficas más extensas del sur de África. Con el lento hundimiento del Cretácico en el Mesozoico, la cuenca del Congo experimentó un lento hundimiento y se rellenó con un kilómetro de sedimentos.
En los últimos 66 millones de años, la cuenca del Congo ha seguido hundiéndose, rodeada de elevaciones topográficas por todos lados. En el Mioceno, la cuenca se cerró debido al levantamiento del flanco en el margen del rifted atlántico y se formaron gargantas y rápidos en las montañas Mayombe.
La República del Congo se incluyó en la investigación estratigráfica generalizada de la cuenca del Congo a finales de la década de 1950, con núcleos de perforación conservados en el Museo Real de África Central en Bélgica. Las investigaciones relacionadas con el petróleo continuaron en la década de 1970 y hasta 1984, extendiéndose hasta Zaire (antiguo nombre de la República Democrática del Congo), a cargo de Shell, Texaco y Japan National Oil Company.

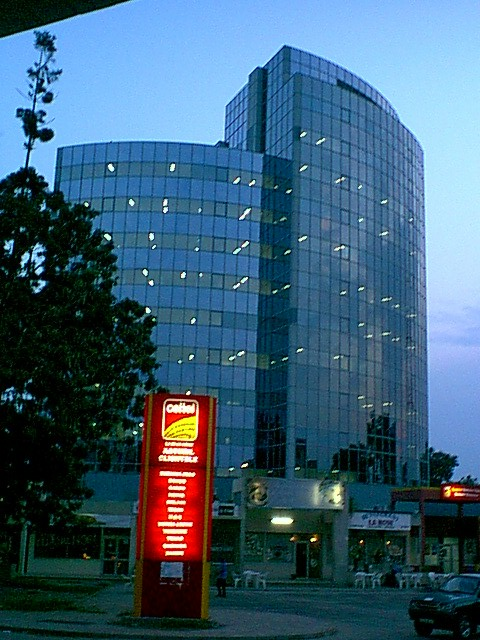
Área comercial de Brazzaville

## Economía
La República del Congo es un país en vías de desarrollo. La economía congoleña se basa principalmente en la agricultura de subsistencia y las artesanías, así como una industria depende en gran medida de los hidrocarburos. La mayoría de la población vive de la agricultura. Sin embargo, la economía del país también depende de la exportación de petróleo, madera, potasa, zinc, uranio, cobre, fosfato, gas natural. La moneda es el franco CFA de África Central (FCFA).
Los dos pilares de las exportaciones son madera y petróleo. La madera representa una parte importante de las exportaciones de Congo: caoba, okoumé, limba, etc. La actividad industrial es la producción de bienes de consumo como tabaco, cemento, textiles, jabón, licor, zapatos, etc. El gobierno congoleño ha firmado un acuerdo para arrendar 200.000 hectáreas de tierras a los agricultores de Sudáfrica para reducir su dependencia de las importaciones.

### Petróleo
Los recursos petroleros del Congo son gestionados la Compañía Nacional de Petróleo del Congo, dirigida desde 2008 por Denis Gokana. Desde 1976, la refinación del petróleo se lleva a cabo en Point-Noire, la capital económica del Congo, donde se proporcionan el 90 % de los ingresos del estado y el mismo valor de exportaciones. Dicha actividad petrolífera hace de su puerto uno de los más importantes de toda África.
El creciente sector petrolero del Congo es, con mucho, la principal fuente de ingresos del país. A principios de la década de 1980, el rápido aumento de los ingresos del petróleo permitió al gobierno financiar proyectos de desarrollo a gran escala, con un crecimiento medio del PIB del 5% anual, una de las tasas más altas de África. Sin embargo, el gobierno ha hipotecado una parte sustancial de sus ingresos del petróleo, lo que ha contribuido a la escasez de ingresos del gobierno. El sector petrolero congoleño está dominado por la petrolera paraestatal francesa Total, que representa el 70% de la producción anual de petróleo del país. En segunda posición se encuentra la petrolera italiana Εni. Chevron, la independiente CMS Nomeco y ExxonMobil figuran entre las empresas estadounidenses activas en la exploración o producción de petróleo. Tras los recientes descubrimientos y los yacimientos petrolíferos actualmente en desarrollo, se espera que la producción de petróleo del Congo siga aumentando significativamente en los próximos años.

Congo planea utilizar la subasta para hacer crecer su pequeña industria petrolera, que sólo produce unos 25.000 barriles al día de un proyecto en el oeste del país gestionado por la francesa Perenco SA. El proceso ha suscitado críticas de grupos ecologistas por ofrecer bloques que se solapan con las turberas del Congo, que figuran entre los sumideros de carbono más importantes del mundo.

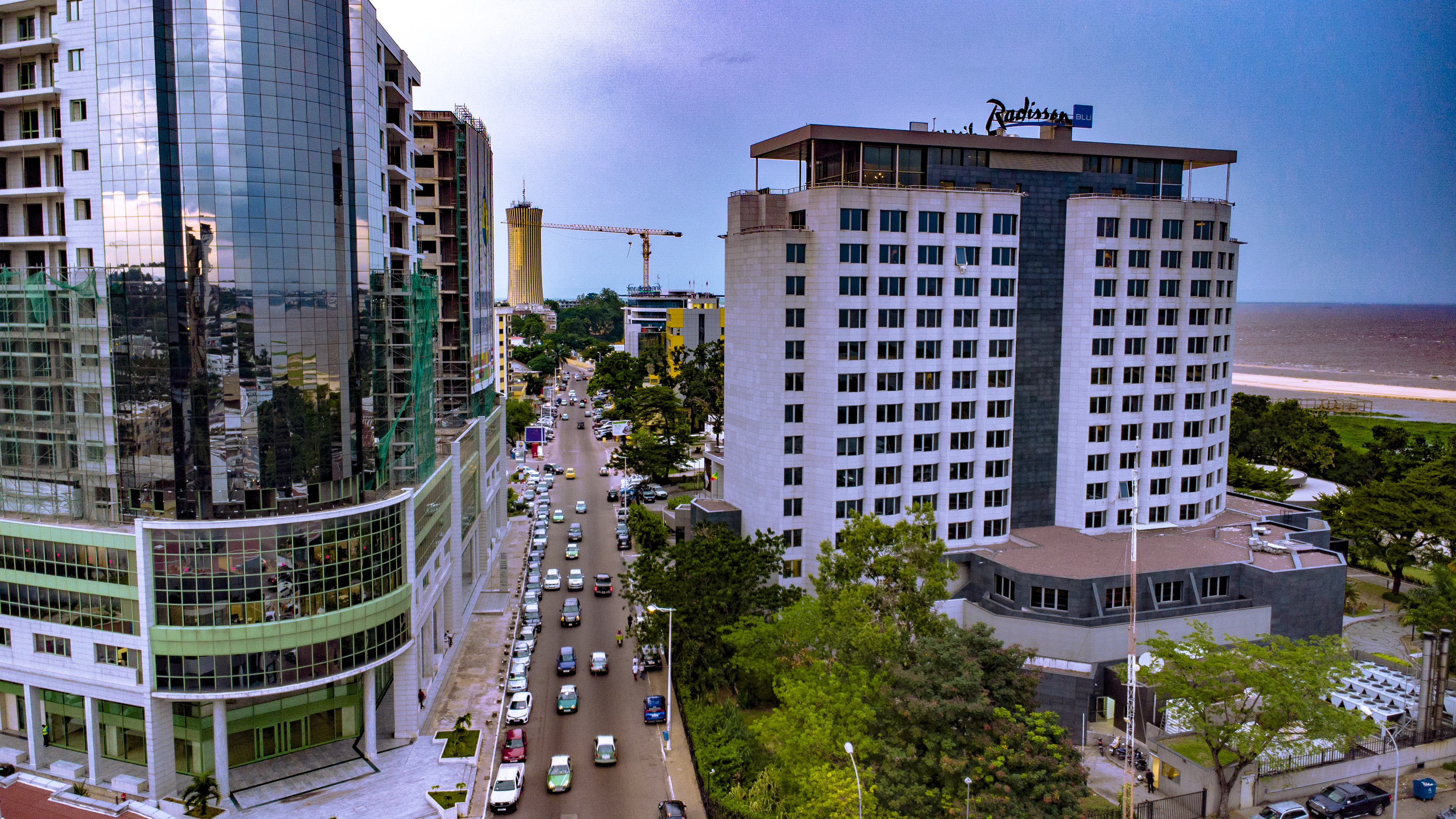
Edificios de oficinas en la avenida Amilcar Cabral Norte (Brazzaville)

### Deuda
A pesar de sus ricos y diversos recursos, el Congo está sumido en el mal gobierno y carece de una estrategia de desarrollo económico y social, por lo que se le incluyó en la Iniciativa para la reducción de la deuda de los países pobres muy endeudados (PPME).
En 2010, el Club de París (grupo informal de acreedores públicos) y el FMI condonaron parte de la deuda de un Congo al borde de la quiebra, lo que le permitió volver a tener una deuda equivalente al 20% del producto interior bruto congoleño.
En marzo de 2017, el Gobierno anunció una deuda equivalente al 77% del PIB, revaluada por el FMI en unos 8.000 millones de euros, es decir, el 110% del PIB.
A finales de 2017, la República del Congo estaba al borde de la quiebra por segunda vez en siete años. Esta situación se debe no solo al desplome de los precios del petróleo, sino también a la malversación masiva de fondos por parte de los gobernantes.

El alivio de la deuda por parte del FMI está supeditado a una serie de condiciones, entre ellas la renuncia a la prefinanciación petrolera (préstamo de dinero contra la promesa de reembolso a medio o largo plazo gracias a la producción de hidrocarburos), ya que estos préstamos, que se pignoran sobre los productos del petróleo, suelen ser costosos para el país, no permiten una buena gestión de las cuentas públicas y a menudo se utilizan como medio para malversar parte de los ingresos del petróleo (como demostró el asunto Gokana en 2005). Por ello, se insta a las autoridades a emprender «reformas audaces e inmediatas de la gestión».

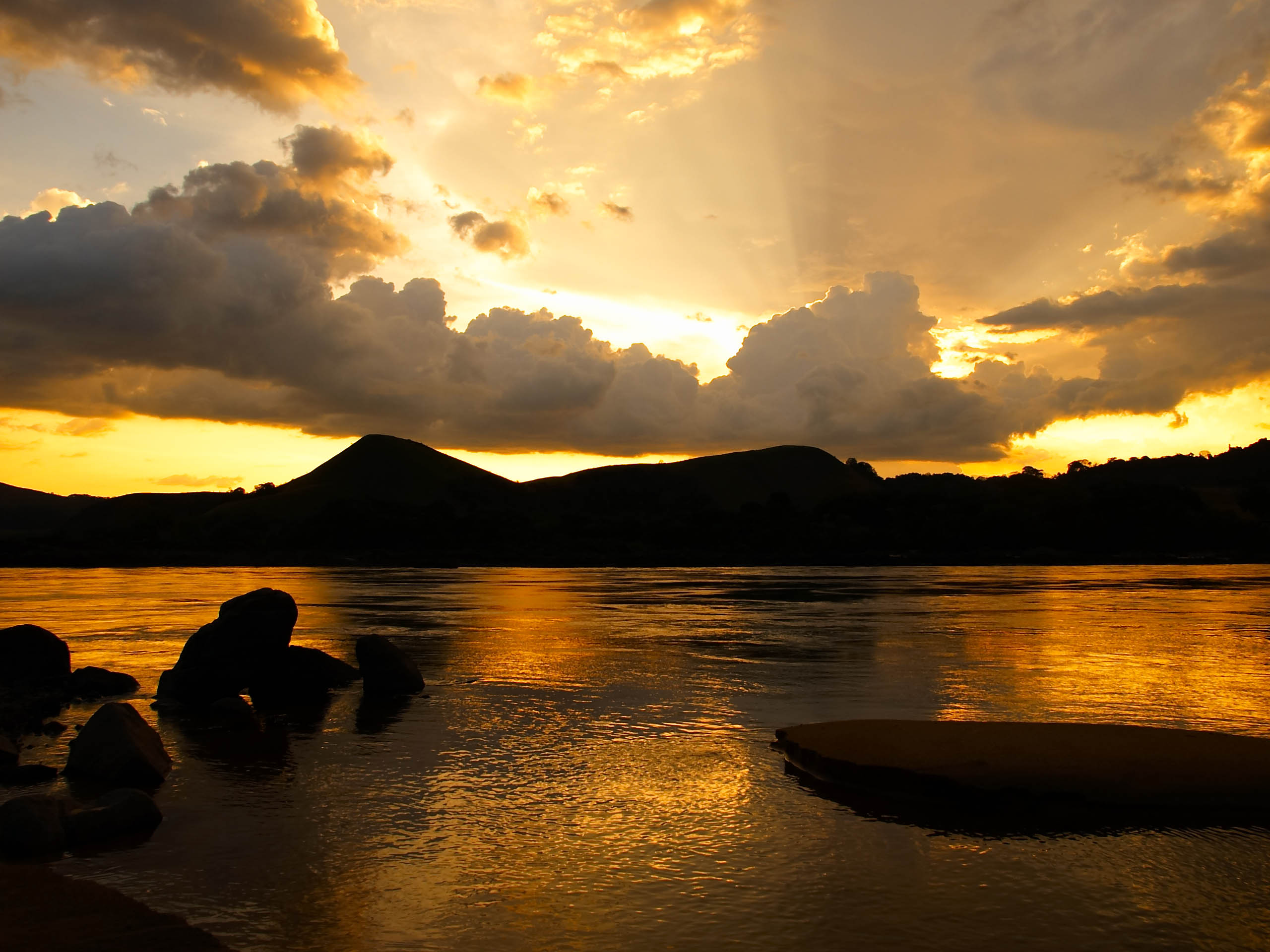
Atardecer en el Congo

### Turismo
Desde las guerras civiles de las últimas décadas hasta los años 2000 y los recientes conflictos  de África, el Congo había sido asignado a la oscuridad y a menudo al horror como un remanso, un caso perdido y una catástrofe internacional entre nueve naciones en guerra y 14 partes enfrentadas que constituían la violencia y la corrupción más atroces e infames de África, y durante mucho tiempo siguió siendo el símbolo de la arrogancia colonial, la ineptitud africana en el gobierno y su corrosión, y la explotación al por mayor del continente africano. Hoy, la región sigue el camino de Angola, o quizás de Vietnam, Camboya y Colombia, y emerge del largo estancamiento de la guerra civil para convertirse en un entorno abierto a los negocios, excepcional para la aventura, y un afloramiento volcánico de oportunidades que hace que Asia, Europa y América luchen por hacerse un hueco en la región.

El Hotel Radison Blu de Brazzaville

El Congo no ha sido un destino turístico clásico desde los años 60, y en los últimos 30 años ha estado reservado a los viajeros y hombres de negocios más atrevidos o aventureros, pero esa realidad comenzó a cambiar con el tiempo. A pesar de los problemas en la región de los Grandes Lagos, a miles de kilómetros de Kinshasa y Brazzaville y cerca de Goma y las fronteras de Ruanda, la región que rodea la desembocadura y el curso del gran río Congo, y sus bosques, volcanes y montañas que se extienden hacia el Este, constituye una de las más bellas riquezas de África en recursos, pero sobre todo en paisajes, belleza y fauna.
La República del Congo cuenta con algunas de las últimas zonas vírgenes auténticas del planeta.  La exuberante selva tropical de la cuenca del Congo alberga elefantes de bosque y gorilas de llanura en cantidades que no se encuentran en ningún otro lugar del mundo.  La lejanía, un régimen de visados burocrático e ineficaz, las dificultades de infraestructura y transporte, el coste y la corrupción han impedido avances mayores en el sector turístico.  
A medida que el país siga desarrollándose, es probable que el ecoturismo sea cada vez más viable. El lugar ideal para presenciar todo lo anterior es el parque nacional de Odzala-Kokoua, situado en el departamento de Cuvette-Ouest y con una extensión de 13.500 kilómetros cuadrados (un tamaño similar al de las Islas Bahamas o más grande que Jamaica).
Su creación como parque se remonta a 1935 y desde 1977 ha sido designado reserva de la biosfera. Para quienes busquen la población más diversa de primates, éste es el lugar indicado. Es el sector comercial que ofrece mayores perspectivas de desarrollo. En este momento hay alojamiento disponible cerca de los parques nacionales junto con servicios de guía. Sin embargo, no se recomienda utilizar medios de transporte personales ni desplazarse por cuenta propia, tanto por razones de seguridad (la fauna salvaje podría presentar algunos retos) como debido a que la red de carreteras aún no está bien desarrollada.
Otros lugares que hay que visitar son, por supuesto, Brazzaville y Pointe-Noire. Ambas representan el corazón de lo que se conoce como el África francesa. La capital ofrece la arquitectura clásica con calles por las que se puede pasear con seguridad, mientras que el puerto es una ciudad costera en auge llena de dinero procedente del negocio del petróleo.

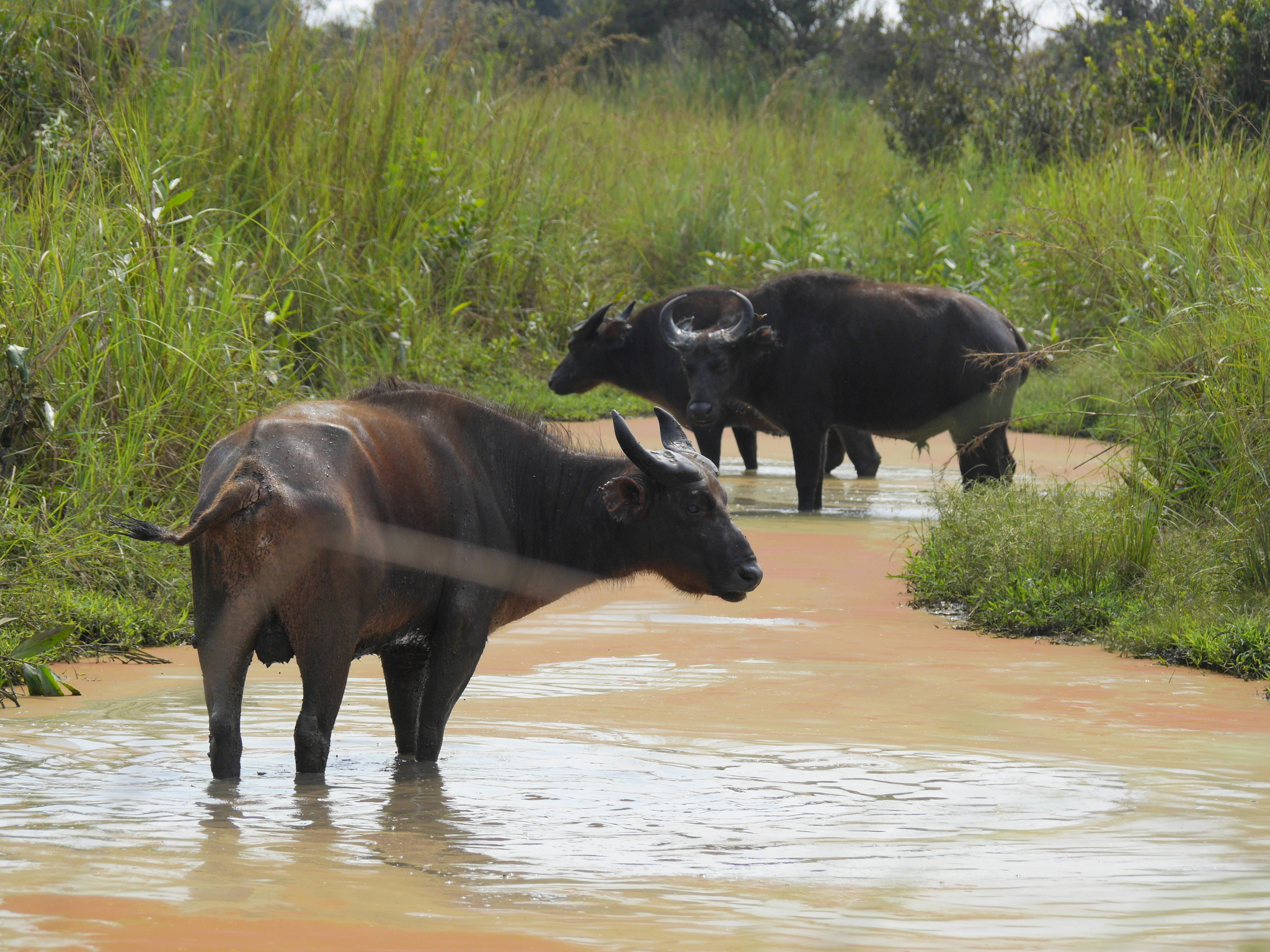
Búfalos rojos (Syncerus caffer nanus) en el Congo

Es probable que los servicios de alojamiento y guías cerca de los parques nacionales reciban un fuerte apoyo del gobierno congoleño.  Una variedad de alojamientos en los parques nacionales congoleños ofrecen una idea de lo que es posible en el mercado turístico de gama baja, media y alta. 
En 2020, el Programa Regional Centroafricano para el Medio Ambiente de la USAID empezó a actuar en el sector del ecoturismo como herramienta para conservar el medio ambiente de la cuenca del río Congo.  Trabaja a través de socios para promover medios de vida sostenibles (como el turismo) con el fin de proteger los recursos medioambientales.

### Transporte
El transporte en la República del Congo incluye modos terrestres, aéreos y acuáticos. Hay más de 3.000 km de carreteras asfaltadas. Los dos aeropuertos internacionales son el de Maya-Maya y el de Pointe Noire.

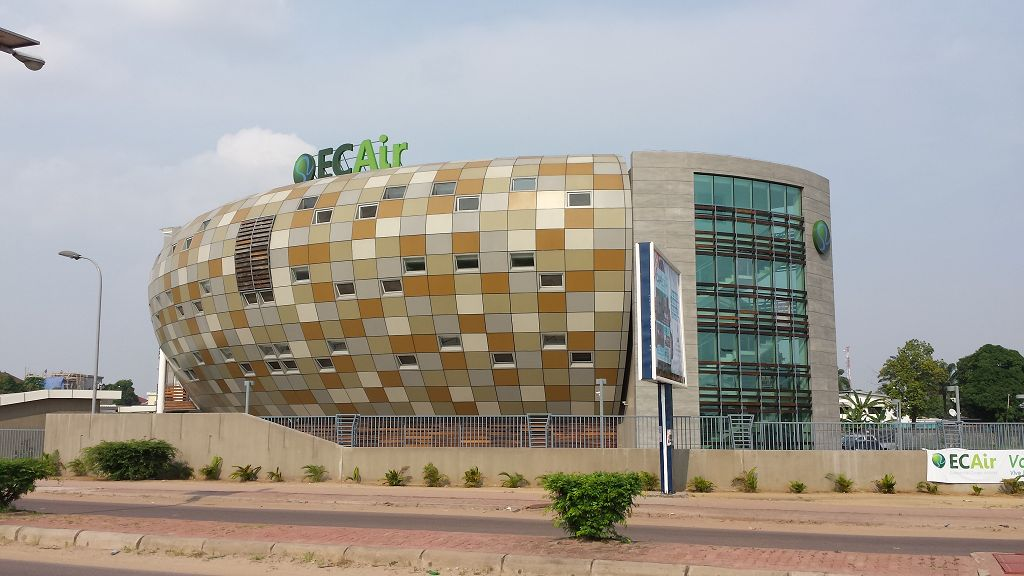
Sede de Equatorial Congo Airlines en el aeropuerto de Brazzaville (o aeropuerto Maya-Maya)

El país también cuenta con un gran puerto en el océano Atlántico, en Pointe-Noire, y otros a lo largo del río Congo, en Brazzaville e Impfondo.
El ferrocarril Congo-Océano, de 510 km, conecta Brazzaville y Pointe-Noire. La vía utiliza un ancho de vía de 1,067 m.
En 2003 se produjo la concesión.
En 2006, el servicio ferroviario se suspendió por inundaciones y escasez de petróleo.
El 12 de abril de 2007, un consorcio surcoreano acordó construir un nuevo ferrocarril de 800 km en la República del Congo-Brazzaville a cambio de concesiones madereras. El ferrocarril conectaría Brazzaville con Ouesso, en la región noroccidental de Sangha. Se realizaría un estudio de viabilidad de dos años antes de llegar a un acuerdo definitivo con el gobierno e iniciar las obras de construcción del ferrocarril.

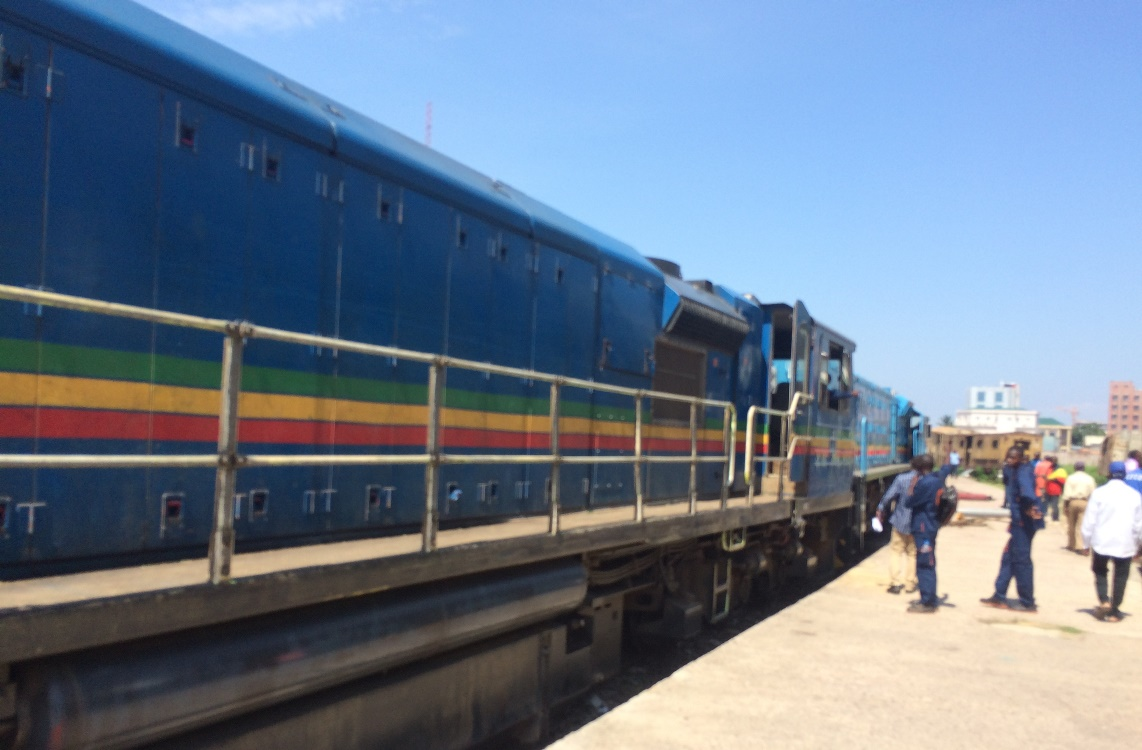
Un tren del Chemin de fer Congo–Océan

Las carreteras abarcan 23.324 km. 3.111 km están asfaltados.
17.000 km de vías férreas del Congo están clasificados como nacionales, departamentales y rutas de interés local. 6.324 km son rutas no clasificadas.
La red nacional de carreteras incluye:
- N1 Brazzaville - Kinkala - Dolisie - Pointe Noire
- N2 Brazzaville - Owando - Ouésso
- N3 Dolisie - Frontera con Gabón

Los ríos Congo y Ubangi (Oubangui) proporcionan 1.120 km de navegación comercial. Otros ríos se utilizan para el tráfico local.

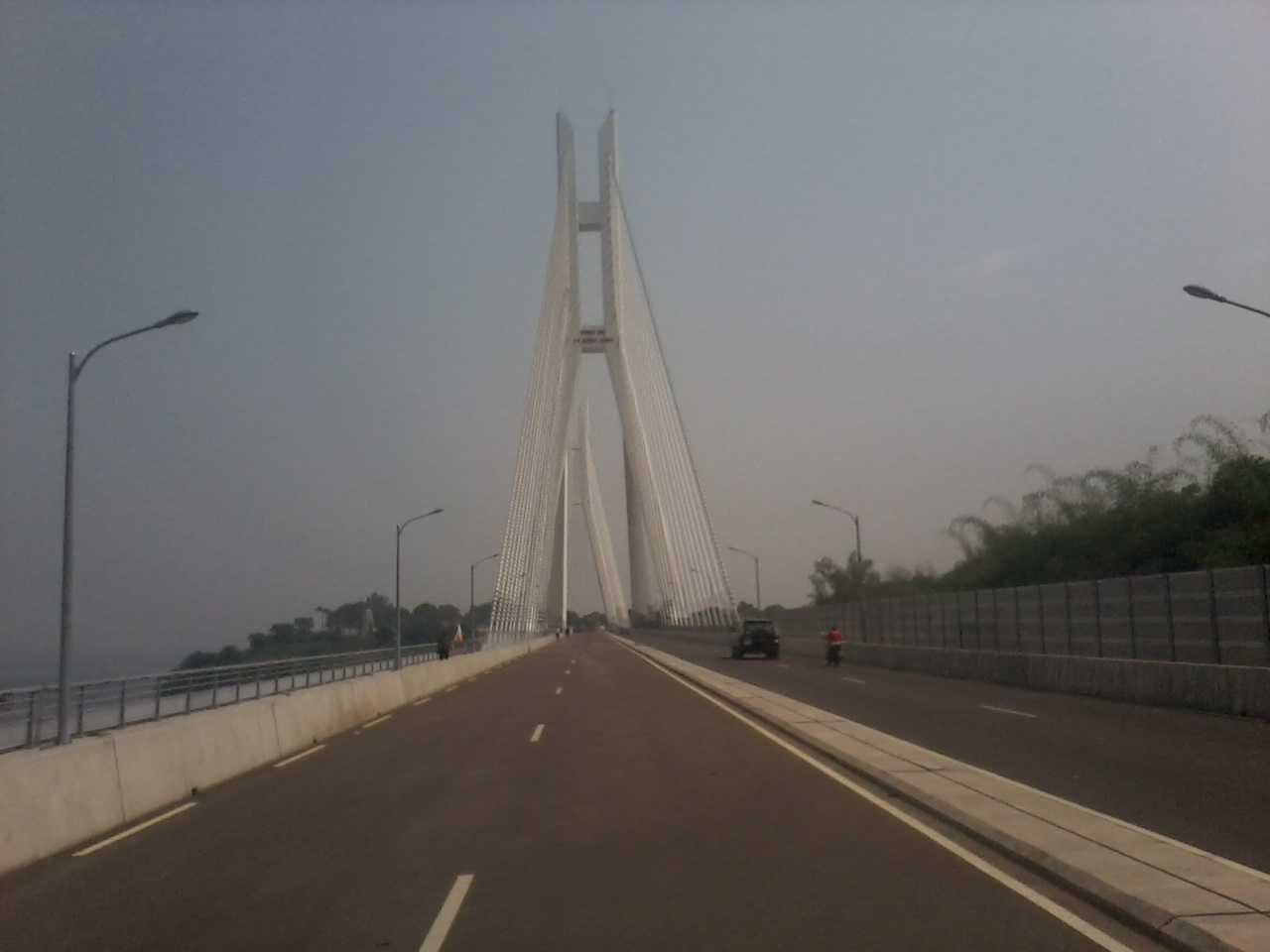
Un puente en la capital del País

La República del Congo cuenta con dos aeropuertos internacionales: El aeropuerto Maya-Maya de Brazzaville y el aeropuerto de Pointe Noire. En junio de 2014, seis aerolíneas operaban entre ambos aeropuertos. Ambos aeropuertos tenían vuelos directos a Addis Abeba, Abiyán, Casablanca, Cotonú, Duala, Libreville, Johannesburgo y París. El aeropuerto de Maya-Maya cuenta con más líneas aéreas que el de Pointe Noire y tenía vuelos directos a otros destinos de África y Oriente Próximo.
El país alberga 8 aeropuertos con pistas pavimentadas. Cinco tienen pistas inferiores a 2.437 metros. 1 tiene menos de 3.047 metros, mientras que 2 tienen pistas más largas.
Diez aeropuertos tienen pistas sin pavimentar. Dos tienen pistas inferiores a 914 metros. Nueve tienen pistas inferiores a 1.523 metros, mientras que 8 tienen pistas de hasta 2.437 metros.

## Demografía

Mujer congoleña.

Según estimaciones de 2014, la población de la República del Congo ascendía a 4 662 446 habitantes. Con esto, el país se caracteriza por una baja densidad de población, que además se concentra en un 85 % en las áreas urbanas del suroeste (solo entre las dos grandes ciudades, Brazzaville y Pointe-Noire vive la mitad de la población del país, lo que provoca que el porcentaje de población urbana residente en el país sea alto), dejando el resto del territorio prácticamente deshabitado y ocupado por la selva ecuatorial. 
El crecimiento demográfico es de un 2.6 % anual y étnicamente se caracteriza por el predominio de la etnia kongo que representa el 50 % de la población, seguido de la etnia Sangha con 20 %, Mbochi 12 %, la Bateke 17 %, europeos y otros 3 %. En 2012, la esperanza de vida al nacer era de 52 años. En el mismo año, de las ciudades más importantes solo cinco superaban los 50 000 habitantes: Brazzaville (1 557 533), Pointe-Noire (822 850), Dolisie (86 433), Nkayi (76 491) y Kindamba (61 304).

### Idiomas
La lengua oficial de la República del Congo es el francés. El 56% de la población congoleña habla francés (78% de los mayores de diez años), el segundo porcentaje más alto de África en 2010, por detrás de Gabón.  Alrededor del 88% de los habitantes de la capital mayores de 15 años afirman dominar el francés escrito.

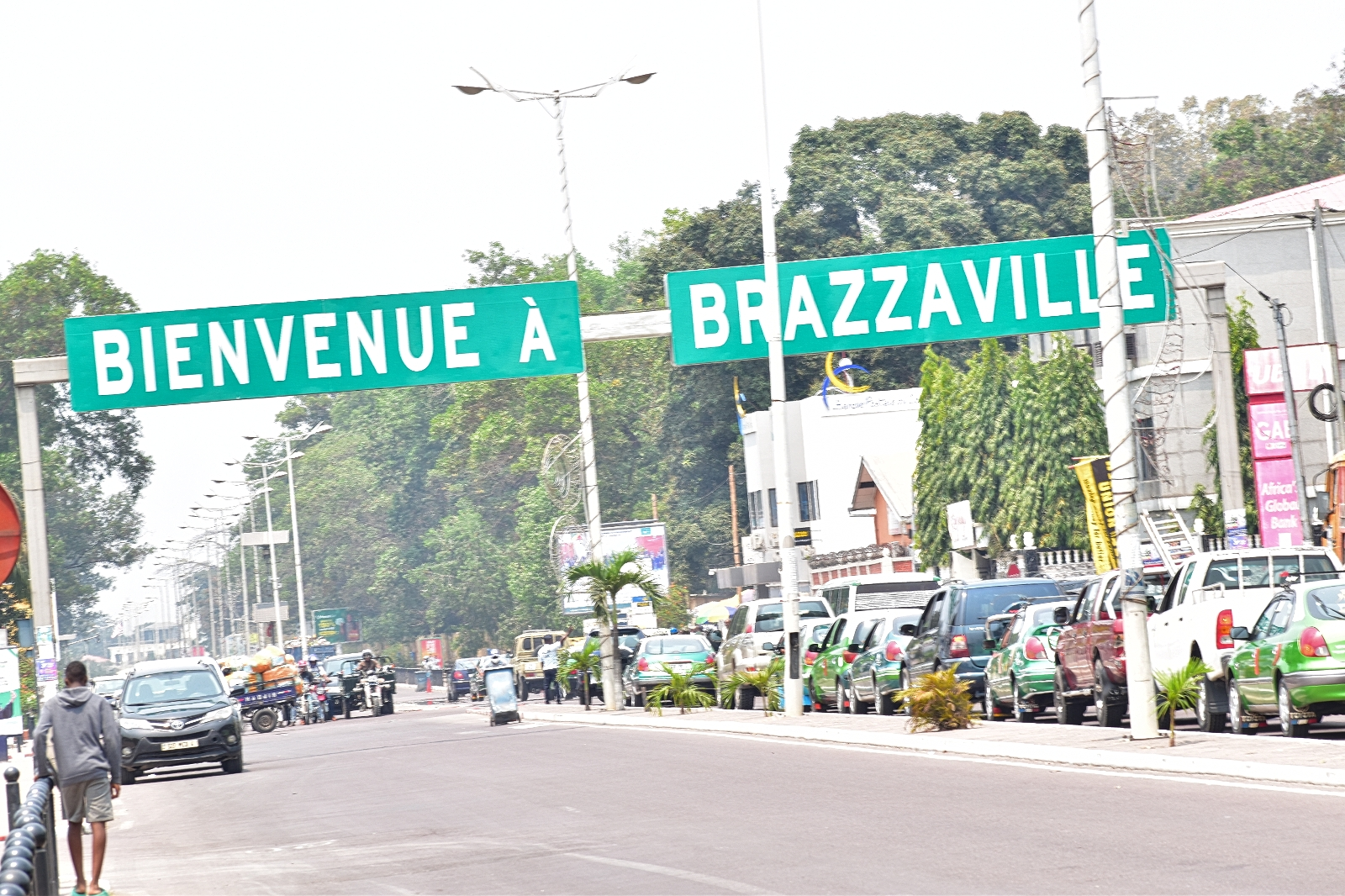
Un cartel de bienvenida escrito en francés en Brazzaville

Las demás lenguas son esencialmente bantúes. Las dos lenguas nacionales del país son el kituba y el lingala, seguidas del kongo, del que forma parte el ledi, el teke y más de cuarenta otras lenguas, incluidos los pigmeos, que no son lenguas bantúes.
Según la Universidad Laval, «como consecuencia de las guerras civiles que han sacudido el país, la lengua francesa se ha convertido en lengua de refugio de las distintas facciones armadas. Por ejemplo, los hablantes incompetentes de kituba y kikongo (sobre todo en el norte) y de lingala (sobre todo en el sur) prefieren expresarse en francés por razones de seguridad. Por miedo a revelar su origen étnico, los congoleños se pasan al francés».

Sin embargo, el fuerte crecimiento del francés (sobre todo entre las nuevas generaciones) hace temer la desaparición de las lenguas locales. Ethnologue reconoce 62 lenguas habladas en el país. Los kongo son el grupo étnico más numeroso y forman aproximadamente la mitad de la población. 

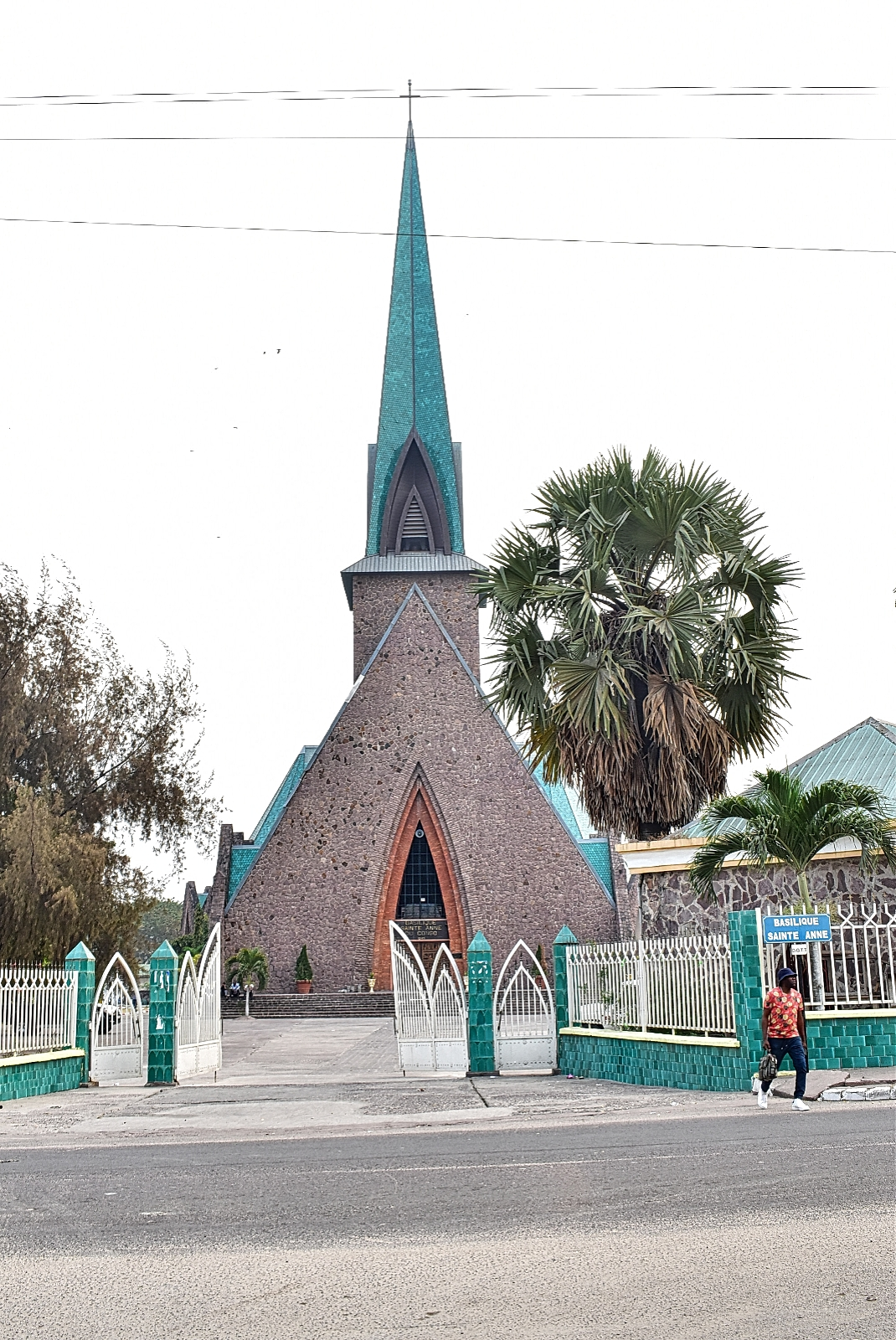
Basílica de Santa Ana del Congo en Brazzaville (Basilique Sainte-Anne-du-Congo de Brazzaville)

### Religión
La gran mayoría de la población de la República del Congo es cristiana (según The World Factbook: católicos 33,1%, iglesias cristianas avivadas 22,3%, otros grupos protestantes 19,9%). La evangelización del país comenzó en el siglo XIX y tuvo lugar principalmente en el siglo XX, aunque la región costera se vio afectada por la primera oleada de evangelización llevada a cabo en el marco de la colonización portuguesa desde finales del siglo XV. Las iglesias revivalistas se desarrollaron significativamente a partir del último cuarto del siglo XX y desempeñan un papel cada vez más importante en la vida social y política del país.
Las religiones tradicionales siguen existiendo. Recurren a una amplia gama de intermediarios, como los espíritus de los antepasados, a los que se pide consejo, curación y buenas cosechas.
La Iglesia católica tiene nueve diócesis en la República del Congo, incluida la archidiócesis de Brazzaville. En febrero de 2017, durante la visita del secretario de Estado vaticano, el cardenal Pietro Parolin, el país fue consagrado a la Virgen María. El acto de consagración tuvo lugar en una ceremonia religiosa el 4 de febrero de 2017 en la basílica nacional de Sainte-Anne en Brazzaville.
Aproximadamente el 1,6% de la población, incluida una proporción significativa de residentes extranjeros procedentes de África Occidental, son musulmanes.

### Educación
La educación pública es gratuita y obligatoria exclusivamente para los menores de 16 años de edad, pero en la práctica es muy diferente. La tasa de matrícula primaria fue de 44 % en 2005, siendo mucho menor a los 79 % en 1991, debido principalmente al PIB invertido en la educación.
Los estudiantes que completan seis años de primaria y siete de secundaria obtienen un diploma.

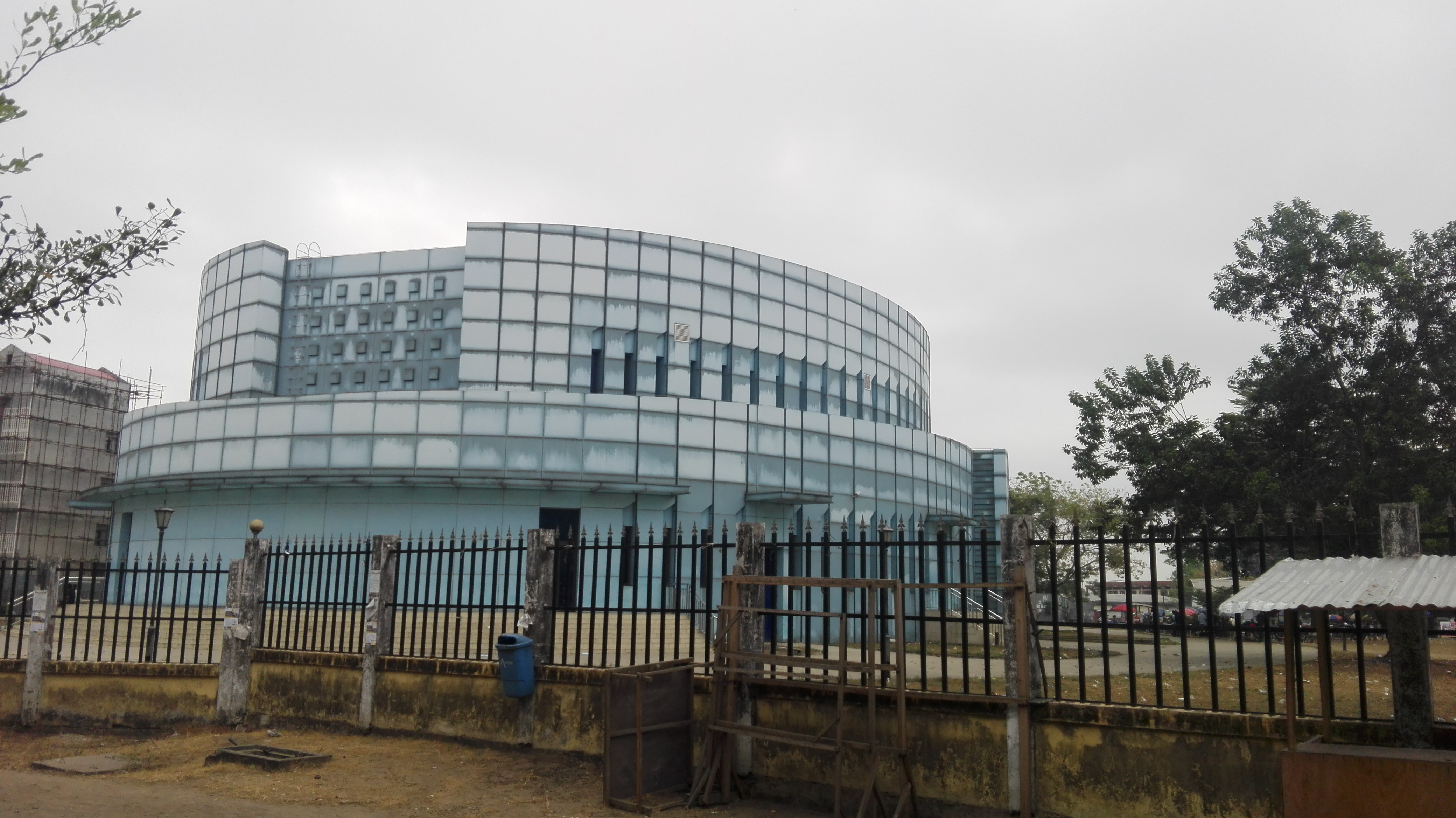
Anfiteatro de la Facultad de Derecho de la Universidad Marien Ngouabi (l'université Marien Ngouabi)

La Universidad Marien Ngouabi es la única pública del país, ofrece cursos de medicina, derecho y otros temas. En la universidad, los estudiantes obtienen un diploma a los tres años de curso y una maestría a partir de los cuatro.
La infraestructura de la educación ha sido seriamente degradada debido a la crisis económica y política que sufrió el país, la mayor parte de las escuelas no poseen sillas para sus alumnos, debiendo sentarse en el suelo.
La educación primaria en la República del Congo dura seis años y comienza a los 6 años, con instrucción en agricultura, habilidades manuales y ciencias domésticas. Además, la edad media a la que los niños llegan a la escuela es de 5½ años. La escuela primaria consta de seis cursos: dos preparatorios, dos elementales y dos medios. Al final de la segunda clase media, el joven alumno debe realizar la Prueba de Acceso a la Escuela Secundaria, de la que depende su entrada en el nivel secundario.
La enseñanza secundaria dura siete años. Consta de dos partes, la primera es el «colegio» y la segunda el «liceo». En la República del Congo, país francófono, el término «colegio» se refiere a los cuatro primeros cursos de la Enseñanza Secundaria, incluidos los Grados 7, 8, 9 y 10. El término «lycée» (o liceo), por otro lado, se refiere a los tres cursos siguientes de la Enseñanza Secundaria, incluidos los Grados 11, 12 y 13. Hay tres tipos de liceos en el país: Liceos Agrícolas, Liceos Técnicos y Liceos Generales.

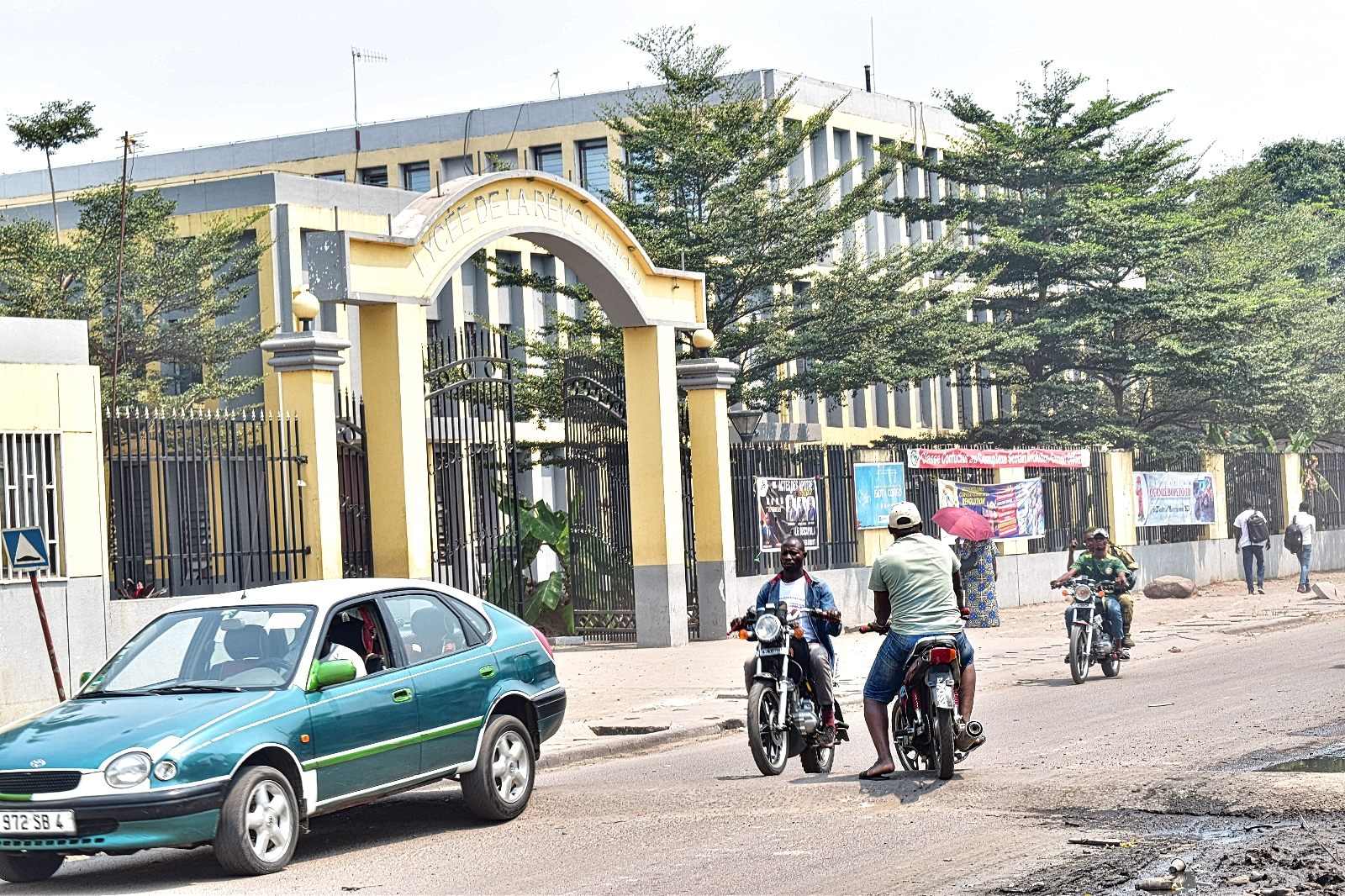
Un liceo de la República del Congo

El Liceo Agrícola acoge a estudiantes interesados en la agricultura. En el Liceo Técnico, los alumnos adquieren conocimientos en el campo tecnológico, como mecánica, ingeniería y arquitectura, entre otros. Todos los demás estudiantes van al Liceo General.
Tanto el Liceo Agrícola como el Liceo Técnico acogen a los estudiantes mediante una prueba especial, mientras que el Liceo General está abierto a todos los que aprueban el examen GCSE, que se realiza al final del 10.º curso. 
Al ingresar en el Liceo General, los alumnos deben elegir en 10.º curso la división en la que desean entrar. De hecho, el Liceo General consta de dos secciones con tres grados cada una. Los interesados en las ciencias van a la división S, mientras que otros van a la división LE. Los alumnos de 11LE interesados en economía, van a la subdivisión B (de negocios), mientras que los interesados en idiomas van a la subdivisión A2. Los interesados en ciencias humanas van a la subdivisión A3. Los demás alumnos van a la subdivisión A1.

Por su parte, los alumnos del grado 11S que se interesan por las ciencias biológicas o de la tierra van a la subdivisión D, mientras que los que se interesan por la física y las matemáticas van a la subdivisión C. En el grado 13, todos los alumnos están obligados a realizar el examen del Certificado de Estudios Superiores, independientemente del liceo en el que estudien.

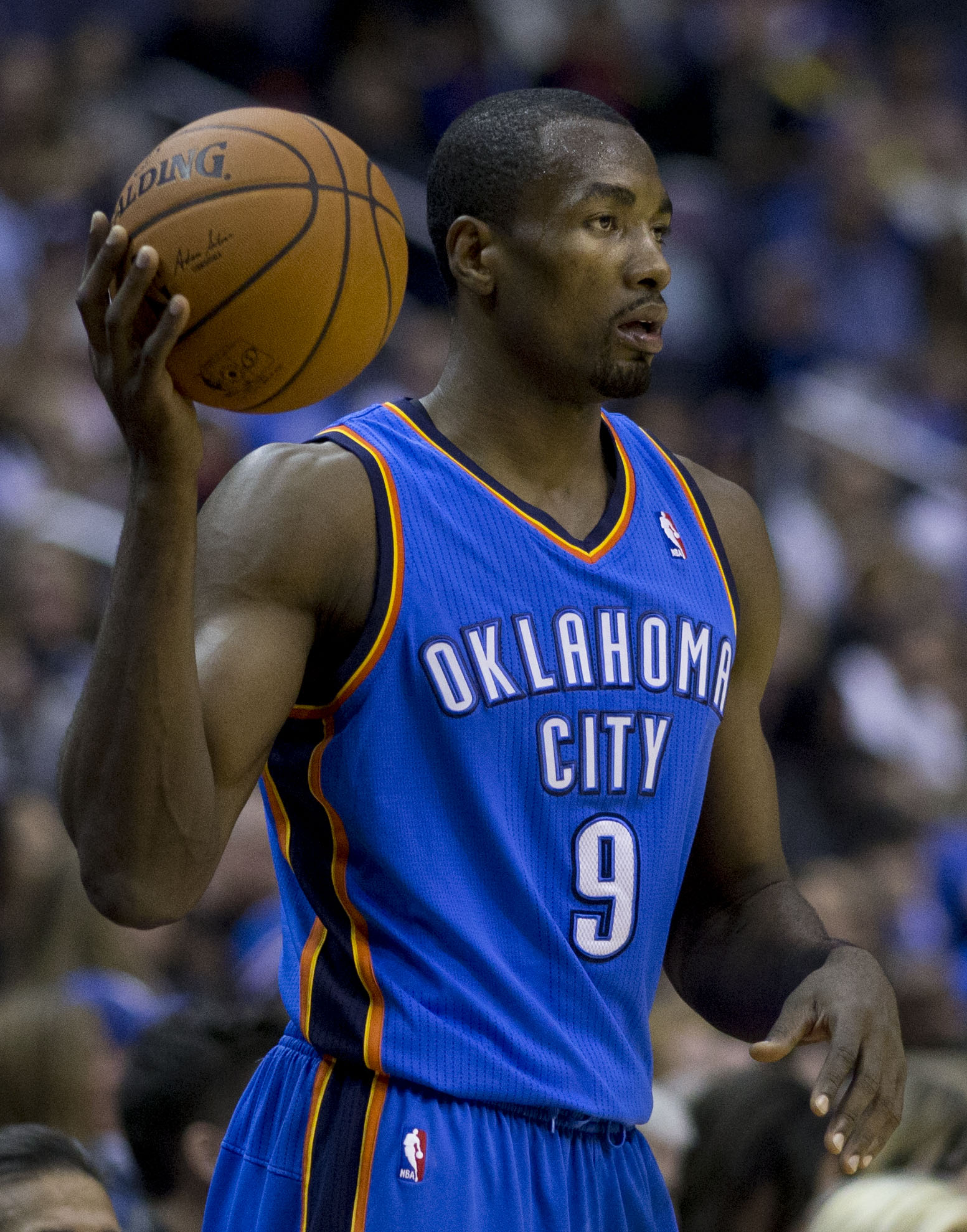
Serge Ibaka jugador hispano congoleño nacido en Brazzaville; estuvo en la NBA y en la selección nacional de España

### Etnografía
El grupo bantú tiene cuatro componentes principales (97,9% de la población, de un total estimado de 5 millones en julio de 2018)
- el grupo Kongo constituye el 40,5% de la población, en el sur y el centro del país, en los departamentos de Pool, Bouenza, Niari y Kouilou. Comprende doce subgrupos étnicos31, entre ellos los Lari, los Kongo de Boko, los Sundi, los Yombe, los Kamba, los Vili, los Beembe, los Dondo, los Kugnis, y dos grupos étnicos más pequeños, los Kenge y los Hangala;
- El grupo Téké representa el 16,9% de la población y se extiende por la mayor parte del norte y el sur del país, desde Brazzaville hasta Pointe-Noire, en la costa atlántica. Este grupo incluye a los Gangoulou, Koukouyas, Bomas, Gangoulous y Tsayi;
- El grupo Mbochi representa el 13,1% de la población. Es el tercer grupo más numeroso del Congo. Incluye a los Likouala, Likouba, Kouyou, Makoua, Bonga, Moye, Mbochi, Bobangui, Ngaré y Mboko. Están asentados en el norte del país, en la región de Cuvette, alrededor de Owando, Makoua y Mossaka, y a lo largo de numerosos ríos repletos de peces y navegables, como el Likouala-Mossaka, el Kouyou (Kuyu), el Alima y el Sangha;
- El grupo Sangha representa el 5,6% de la población.
- Otros grupos : Mbere/Mbeti/Lokele 4,4%, Echira (que incluye Punu, Loumbou y Bouissi) 4,3%, Pigmeos 1,6%, Ubangi 1,6%, Nzebi 1,5%, Maka 1,3%, otros y no identificados 1%.

Los Bobangi, Moye y Kouyou no son subgrupos mbochi. Es un error clasificarlos como subgrupos mbochi. El término mbochi se utiliza simplemente para agrupar a estos pueblos porque están relacionados pero no son todos mbochi.

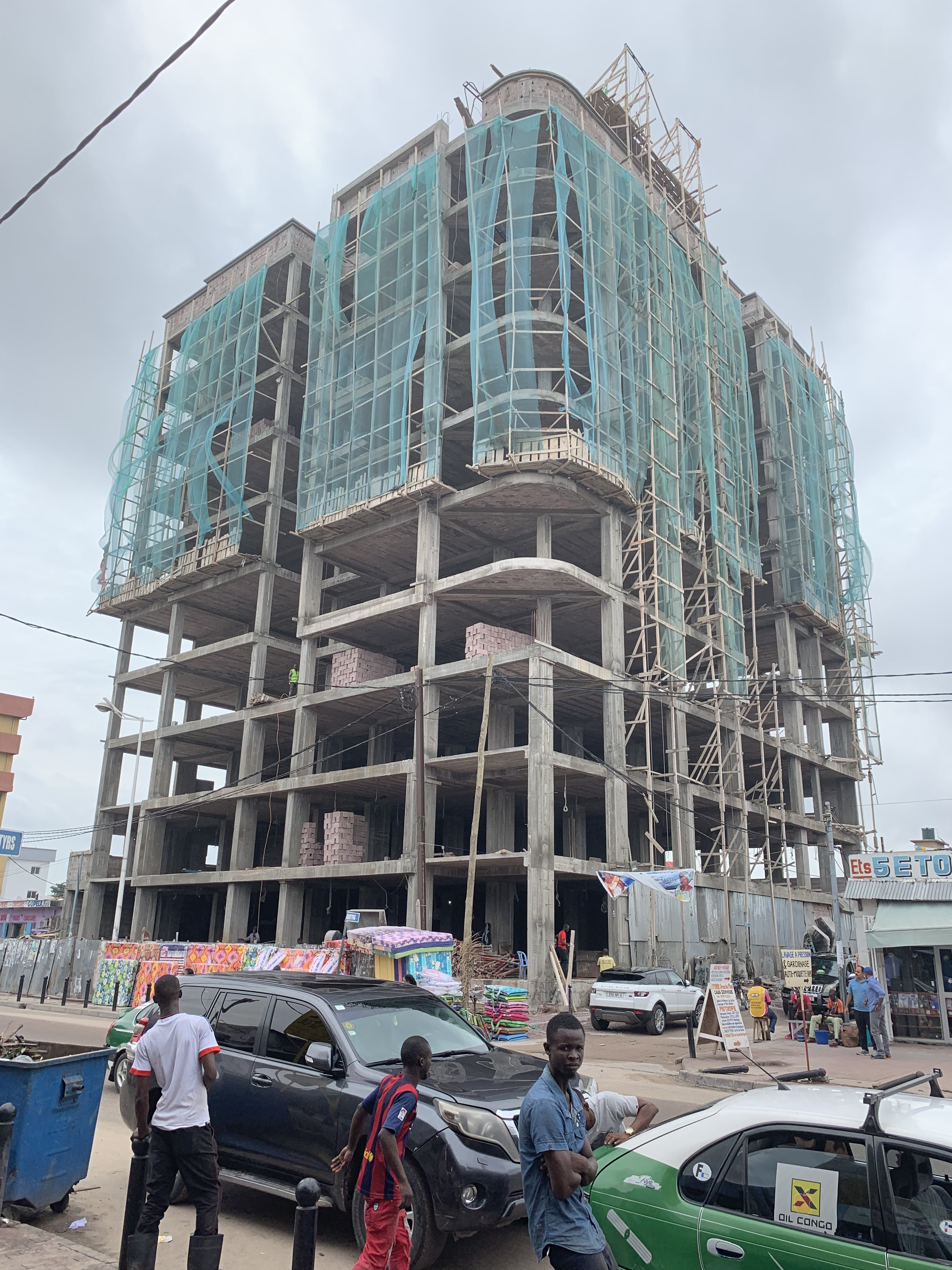
Un centro de Salud en construcción en la República del Congo

### Salud
La República del Congo se enfrenta a una serie de retos sanitarios.
Según la Iniciativa para la Medición de los Derechos Humanos, la República del Congo cumple el 63,7% de lo que debería cumplir en materia de derecho a la salud en función de su nivel de ingresos. En cuanto al derecho a la salud de los niños, la República del Congo cumple el 90,3% de lo que se espera en función de sus ingresos actuales. En cuanto al derecho a la salud de la población adulta, el país sólo cumple el 75,9% de lo que se espera en función del nivel de ingresos. La República del Congo se encuentra en la categoría de «muy mal» en la evaluación del derecho a la salud reproductiva, ya que el país sólo cumple el 25,0% de lo que se espera de él en función de los recursos (ingresos) de que dispone.
El gasto público en sanidad fue del 8,9% del PIB en 2004, mientras que el gasto privado en gastos relacionados con la sanidad fue del 1,3% de los ingresos privados. El gasto en sanidad fue de 30 dólares per cápita en 2004. Había 20 médicos por cada 100.000 personas a principios de la década de 2000.

En 2019 había 328 centros médicos en la República del Congo.

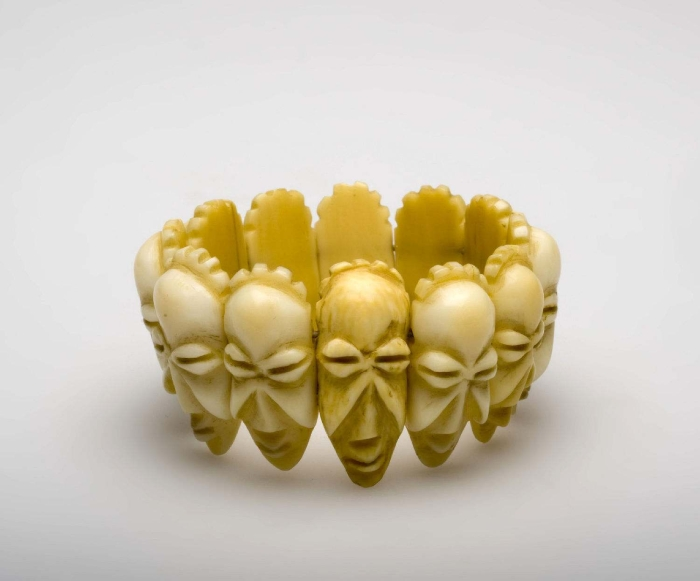
Pulsera de Marfil hecha en la República del Congo

## Cultura
La cultura de la República del Congo posee sus raíces en los aportes de los pueblos loango, bakongo y teke que habitaban en la zona que actualmente ocupa la república. Después de la llegada de los portugueses en el siglo XV, los reinos costeros se beneficiaron en mayor medida del comercio de esclavos que los pueblos del interior, para quienes el comercio generaba gran agitación. 
Cuando la zona luego estuvo bajo dominio francés durante el siglo XIX, las empresas organizaban sistemas laborales coercitivos suficientemente abusivos como hasta para escandalizar al público francés y por ello el explorador Savorgnan de Brazza fue enviado a investigar.

### Música

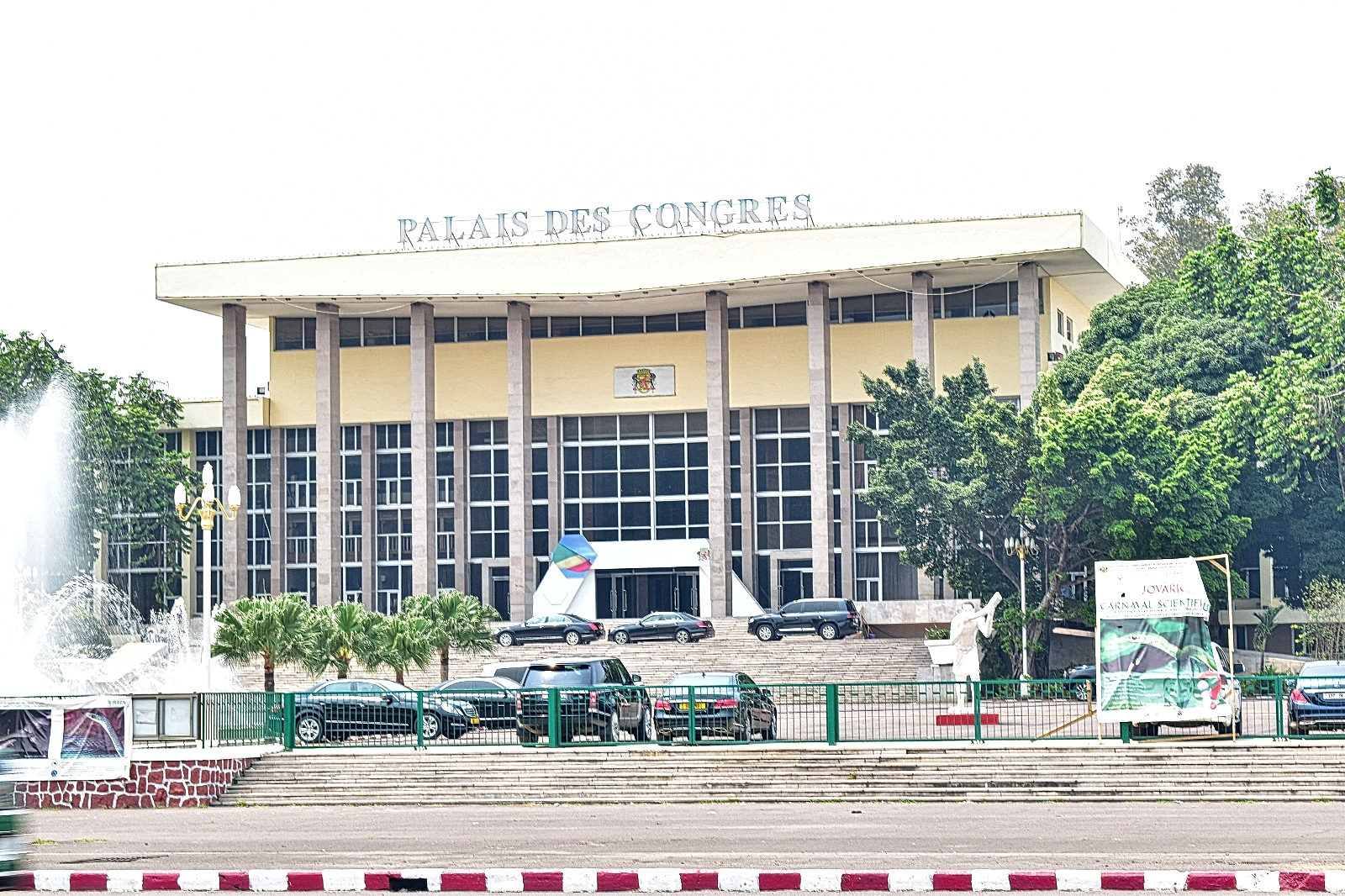
El Palacio de los Congresos (Palais des Congrès de Brazzaville) se usa para entre otros eventos, para la realización de conciertos

Junto con la República Democrática del Congo, el Congo es el país fundador de la rumba congoleña (rumba congolaise), de la que fueron pioneros Paulo Kamba y Wendo Kolosy, seguidos de grupos como TP OK Jazz, un grupo de rumba que unía las dos orillas, fundado por Franco y Jean-Serge Essous. Otros miembros eran Youlou Mabiala, Céli Bitshou, Michel Boyibanda, Edo Nganga y Jacques Loubelo. La orquesta Ok Jazz fue fundada el 6 de junio de 1956 bajo el sello Loningisia por siete cofundadores, cuatro de los cuales eran de Kinshasa y tres de Brazzaville: François Luambo Makiadi dit Franco, Nicolas Bosuma alias «Dessoin», Lando Rossignol, Moniania Roitelet por parte de Kinshasa, Jean Serge Essous, Loubelo «De la Lune» y Pandi Saturnin por parte de Brazzaville. 
En enero de 1957, Henri Bowane, codiciado por el editor griego Dino Antonopoulous de Esengo, abandona la compañía y se lleva consigo a varios músicos de Loningisia, entre ellos Jean Serge Essous, Nino Malapet, Pandi Saturnin, Lando Rossignol y Augustin Moniania, conocido como Roitelet, para reforzar Esengo y formar la orquesta Rock à Mambo.
Loketo: pionero del soukous es un grupo musical congoleño fundado en 1986 por Aurlus Mabélé, Diblo Dibala y Mav Cacharel. Hoy en día, el grupo es el intérprete más legendario de música soukouss, no sólo en África, sino también en Europa y América. Fueron ellos quienes unieron musicalmente África y las Antillas.

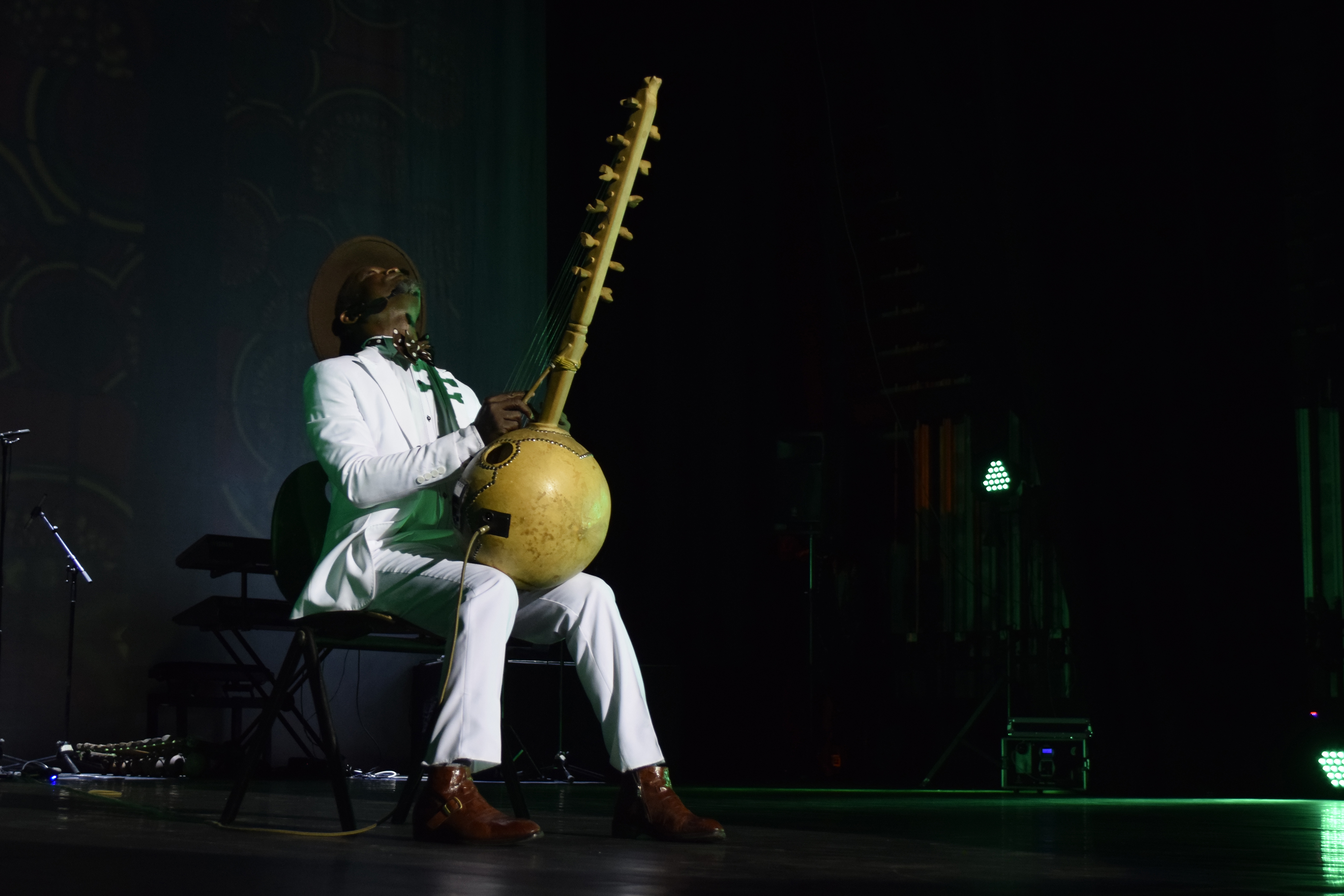
Un artista congoleño tocando el Kora un instrumento musical típico de la Región de África Occidental

Extra Musica: El grupo se formó el 27 de agosto de 1993 por siete miembros: Roga-Roga, Espé Bass, Kila Mbongo, Durell Loemba, Guy-Guy Fall, Ramatoulaye Ngolali y Quentin Moyascko. La mayoría de los fundadores se conocieron en la iglesia Sainte Thérèse de Ouenze, mientras que otros eran vecinos o compañeros de clase.
Años antes de que se formara Extra Musica, Roga-Roga, Espé Bass, Kila Mbongo, Durell Loemba y Quentin Moyascko formaban parte de otro grupo llamado Cogiex Stars. En su tiempo libre, actuaban a menudo en funerales y otras fiestas de barrio, acompañados por los cantantes Guy-Guy Fall y Régis Touba y el batería Ramatoulaye. Sin embargo, Roga, Espé y Kila fueron sancionados por la dirección de Cogiex Stars por intentar introducir una nueva «ideología» en el grupo, lo que provocó su salida del mismo.
El nombre Extra Música, elegido por Roga, se inspiró en los comentarios positivos que recibían de sus mayores tras sus actuaciones. «Extra» significa extraordinario.

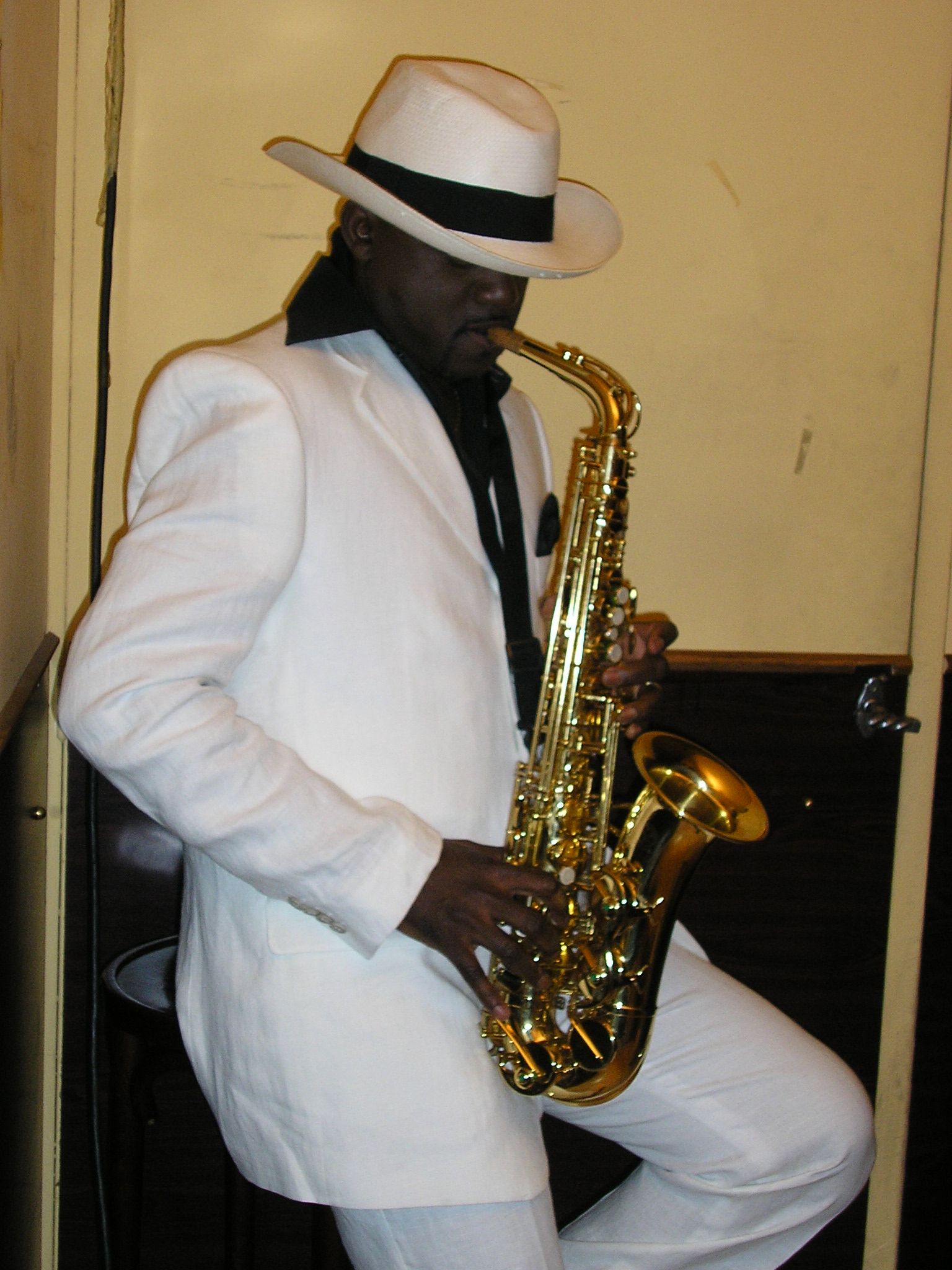
El saxofonista congoleño Sam Talanis

Tuvieron éxito en las dos orillas congoleñas, actuando en eventos como la Foire de Pointe-Noire, así como en programas de televisión como Variétés Samedi Soir (emitido en Télé Zaïre).
En 1995, el sello Denide Production se fijó en ellos y publicó su primer álbum, Les Nouveaux Missiles, grabado en Brazzaville y publicado el 15 de diciembre de 1995. El tema Freddy Nelson, compuesto por Quentin Moyascko, fue un gran éxito. Los aficionados del grupo lo apodaron «Freddy Nelson». Las canciones del álbum también incluían Na Ko Bala Yo Na Ko de Oxy Oxygène, Chagrin plus plus de Pinochet Thierry, Détresse et Dieu l'éternel de Roga-Roga y Amie Reviens de Durell Loemba.
Además, varios cantantes congoleños o de origen congoleño han obtenido reconocimiento tanto a nivel nacional como internacional: El rapero franco-congoleño afincado en Francia Passi, que ha publicado varios álbumes de éxito, entre ellos Tentations con el tema Je zappe et je mate, el cantante M'Passi del antiguo grupo Melgroove, los raperos Calbo del grupo Ärsenik, Ben J de Nèg' Marrons, el grupo Bisso Na Bisso y Casimir Zao. Antes que ellos, estrellas del soukous como Aurlus Mabélé y Mav Cacharel, miembros fundadores del grupo Loketo, contribuyeron a situar la música congoleña en el mapa mundial.
En cambio, otros géneros artísticos, como el cine congoleño, luchan por abrirse camino. Tras unos comienzos prometedores en los años 70, el agitado contexto político y el cierre de las salas de cine han dificultado la producción. El país no produce ningún largometraje al año, y los cineastas distribuyen sus obras directamente en vídeo. En definitiva, la cultura en Congo-Brazzaville ha seguido siendo el pariente pobre en términos de inversión por parte de los sucesivos gobiernos.

Por último, la República del Congo es cuna de varios escritores conocidos en África y en el mundo francófono: Alain Mabanckou, Jean-Baptiste Tati Loutard, Jeannette Balou Tchichelle, Henri Lopes y Tchicaya U Tam'si.

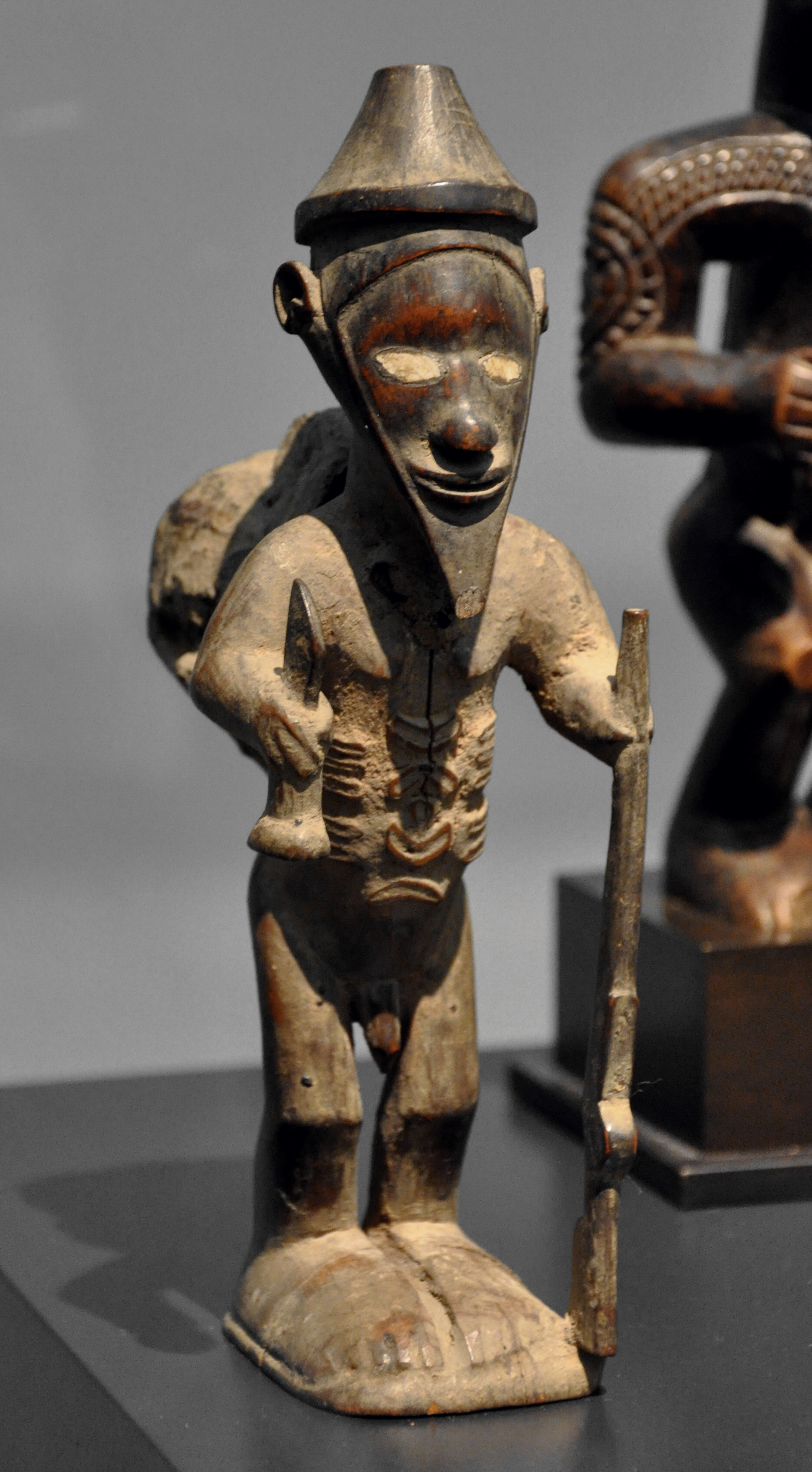
Figura armada fabricada en la República del Congo

### Fiestas
| Fecha                                                    | Nombre en castellano                                            | Nombre local                                                   | Notas                                                                        |
| -------------------------------------------------------- | --------------------------------------------------------------- | -------------------------------------------------------------- | ---------------------------------------------------------------------------- |
| 1 de enero                                               | Año Nuevo (Día del año)                                         | Jour de l'an                                                   | Santa María, madre de Dios (Circuncisión de antes del Concilio Vaticano II)  |
| lunes después del domingo de Pascuas                     | Lunes de Pascua                                                 | Lundi de Pâques                                                | Pascua es el primer domingo que sigue la primera luna llena de la primavera. |
| 1 de mayo                                                | Día del Trabajo                                                 | Fête du Travail                                                |                                                                              |
| Jueves, 40 días después de Pascuas.                      | Ascensión                                                       | Ascension                                                      | Jesús habiendo reunido sus fieles se reúne con su padre en los cielos.       |
| Séptimo domingo después de Pascuas y el lunes siguiente. | Pentecostés (y lunes de Pentecostés)                            | Pentecôte (et Lundi de Pentecôte)                              | El Espíritu Santo desciende entre los apóstoles.                             |
| 10 de junio                                              | Fiesta de la conmemoración de la conferencia nacional soberana. | Fête de la commémoration de la conférence nationale souveraine |                                                                              |
| 15 de agosto                                             | Fiesta Nacional y Asunción                                      | Fête Nationale & Assomption                                    |                                                                              |
| 1 de noviembre                                           | Día de Todos Los Santos                                         | Toussaint                                                      |                                                                              |
| 25 de diciembre                                          | Navidad                                                         | Noël                                                           | Nacimiento de Jesús                                                          |

### Medios de comunicación
En 2012, en las estadísticas mundiales sobre libertad de prensa que establece cada año Reporteros sin fronteras colocó a la República del Congo en el lugar 90 sobre un total de 179 países, calificándolo como un país donde el periodismo vive una «situación delicada».

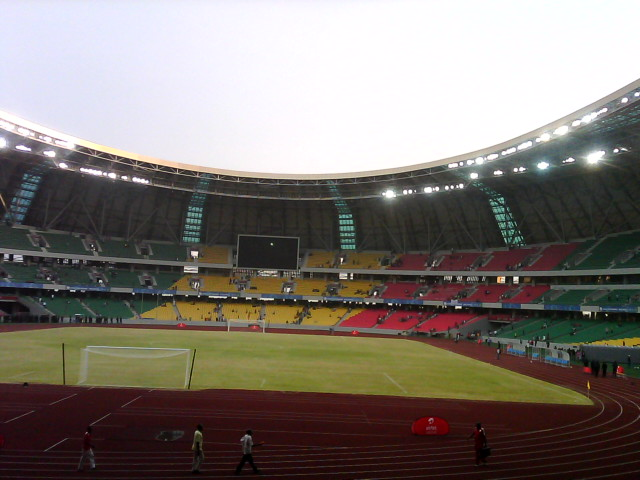
El estadio municipal de Kintélé

## Deporte
El deportista más conocido del país es el jugador de baloncesto Serge Ibaka, que actualmente juega en el Real Madrid de la liga ACB.
La Selección de fútbol del Congo es controlada por la Federación Congoleña de Fútbol y adscrita a la CAF y a la FIFA. Nunca se ha clasificado a una Copa Mundial de Fútbol, pero su mayor logro en su historia fue la obtención de la Copa Africana de Naciones 1972. Dentro del país, existe la Primera División del Congo, que fue fundada en 1961 y el equipo más ganador es el Étoile du Congo con 11 títulos.